# Saison 2020-2021 de la Juventus FC
Maillots
Chronologie
Saison précédente Saison suivante
La saison 2020-2021 de la Juventus FC voit le club engagé dans quatre compétitions : la Serie A, la Coupe d'Italie, la Ligue des champions et la Supercoupe d'Italie.

## Dates clés
- Le 30 juillet 2020, la Juventus dévoile le nouveau maillot domicile pour la saison 2020-2021[1].

- Le 7 août 2020, la Juventus dévoile le nouveau maillot extérieur pour la saison 2020-2021[2].

- Le 9 août 2020, la Juventus annonce comme nouvel entraîneur succédant à comme nouvel entraîneur succédant à Maurizio Sarri[3].

- Le 26 août 2020, la Juventus dévoile le nouveau maillot third pour la saison 2020-2021[4].

- Le 20 janvier 2021, lors du match de la Supercoupe d'Italie 2020, la Juventus gagne 2-0 contre la SSC Naples[5].

- Le 19 mai 2021, la Juventus gagne 1-2 contre l'Atalanta en finale de la Coupe d'Italie 2020-2021[6].

- Le 25 novembre 2021, une série documentaire de huit épisodes intitulée All or Nothing: Juventus qui a suivi le club tout au long de la saison en passant du temps avec les joueurs dans les coulisses et hors du terrain, est sortie sur Amazon Prime[7].

## Maillots

### Maillots joueurs
Le maillot domicile, extérieur, third et quatrième pour la saison 2020-2021 :
| Domicile · (2020-2021) | Domicile · (mars 2021) | Extérieur · (2020-2021) | Third · (2020-2021) | Quatrième · (2020-2021) |

| Domicile · (2020-2021) | Domicile · (mars 2021) | Extérieur · (2020-2021) | Third · (2020-2021) | Quatrième · (2020-2021) |

### Maillots gardiens
| 1re Tenue · (2020-2021) | 2e Tenue · (2020-2021) | 3e Tenue · (2020-2021) |

| 1re Tenue · (2020-2021) | 2e Tenue · (2020-2021) | 3e Tenue · (2020-2021) |

## Effectif de la saison
Ce tableau liste l'effectif professionnel de la Juventus FC pour la saison 2020-2021 (30 joueurs). 

## Contrats des joueurs
Ce tableau liste les contrats des joueurs de la Juventus FC pour la saison 2020-2021.

| Nationalité | Joueur                | Date d'arrivée     | Fin du contrat | Référence |
| ----------- | --------------------- | ------------------ | -------------- | --------- |
| Gardiens    |                       |                    |                |           |
|             | Wojciech Szczęsny     | 19 juillet 2017    | 30 juin 2024   | [ 8 ]     |
|             | Carlo Pinsoglio       | 1er juillet 2014   | 30 juin 2021   | [ 9 ]     |
|             | Gianluigi Buffon      | 4 juillet 2019     | 30 juin 2021   | [ 10 ]    |
| Défenseurs  |                       |                    |                |           |
|             | Giorgio Chiellini     | 1er juillet 2005   | 30 juin 2021   | [ 11 ]    |
|             | Matthijs de Ligt      | 18 juillet 2019    | 30 juin 2024   | [ 12 ]    |
|             | Alex Sandro           | 20 août 2015       | 30 juin 2023   | [ 13 ]    |
|             | Danilo                | 7 août 2019        | 30 juin 2024   | [ 14 ]    |
|             | Juan Cuadrado         | 1er juillet 2017   | 30 juin 2022   | [ 15 ]    |
|             | Leonardo Bonucci      | 2 août 2018        | 30 juin 2024   | [ 16 ]    |
|             | Merih Demiral         | 5 juillet 2019     | 30 juin 2024   | [ 17 ]    |
|             | Alessandro Di Pardo   | 24 janvier 2018    | 30 juin 2023   | [ 18 ]    |
|             | Radu Drăgușin         | 1er septembre 2020 | 30 juin 2025   | [ 19 ]    |
|             | Gianluca Frabotta     | 2 août 2019        | 30 juin 2023   | [ 20 ]    |
| Milieux     |                       |                    |                |           |
|             | Arthur                | 1er septembre 2020 | 30 juin 2025   | [ 21 ]    |
|             | Aaron Ramsey          | 1er juillet 2019   | 30 juin 2023   | [ 22 ]    |
|             | Weston McKennie       | 1er septembre 2020 | 30 juin 2025   | [ 23 ]    |
|             | Adrien Rabiot         | 1er juillet 2019   | 30 juin 2023   | [ 24 ]    |
|             | Rodrigo Bentancur     | 1er juillet 2017   | 30 juin 2024   | [ 25 ]    |
|             | Nicolò Fagioli        | 17 décembre 2019   | 10 août 2022   | [ 26 ]    |
| Attaquants  |                       |                    |                |           |
|             | Cristiano Ronaldo     | 10 juillet 2018    | 30 juin 2022   | [ 27 ]    |
|             | Álvaro Morata         | 22 septembre 2020  | 30 juin 2022   | [ 28 ]    |
|             | Paulo Dybala          | 1er juillet 2015   | 30 juin 2022   | [ 29 ]    |
|             | Federico Chiesa       | 5 octobre 2020     | 30 juin 2022   | [ 30 ]    |
|             | Federico Bernardeschi | 24 juillet 2017    | 30 juin 2022   | [ 31 ]    |
|             | Marco Da Graca        | 1er juillet 2019   | 30 juin 2024   | [ 32 ]    |
|             | Giacomo Vrioni        | 30 janvier 2020    | 30 juin 2024   | [ 33 ]    |
|             | Dejan Kulusevski      | 31 août 2020       | 30 juin 2024   | [ 34 ]    |
|             | Hamza Rafia           | 16 juillet 2019    | 30 juin 2022   | [ 35 ]    |
|             | Félix Correia         | 1er septembre 2020 | 30 juin 2025   | [ 36 ]    |

## Transferts

### Mercato estivaux
Ce tableau liste les transferts estivaux de la Juventus FC pour la saison 2020-2021.
| Joueur                    | Poste          | Forme | Provenance/Destination | Division            | Date de l'officialisation | Référence |
| ------------------------- | -------------- | --- | ---------------------- | ------------------- | ------------------------- | --------- |
| Arrivées                  |                | |                        |                     |                           |           |
| Dejan Kulusevski          | Attaquant      | Retour de prêt | Parme Calcio           | Serie A             | 01 / 09 / 2020            | [ 37 ]    |
| Hans Nicolussi            | Milieu         | Retour de prêt | AC Perugia             | Serie B             | 01 / 09 / 2020            |           |
| Luca Pellegrini           | Défenseur      | Retour de prêt | Cagliari Calcio        | Serie A             | 01 / 09 / 2020            | [ 37 ]    |
| Mattia Perin              | Gardien de but | Retour de prêt | Genoa CFC              | Serie A             | 01 / 09 / 2020            | [ 38 ]    |
| Marko Pjaca               | Attaquant      | Retour de prêt | RSC Anderlecht         | Division 1A         | 01 / 09 / 2020            | [ 37 ]    |
| Cristian Romero           | Défenseur      | Retour de prêt | Genoa CFC              | Serie A             | 01 / 09 / 2020            | [ 39 ]    |
| Stefano Gori              | Gardien de but | Transfert (2 M€)                                                                                                  | Pise SC                | Serie B             | 28 / 06 / 2020            | [ 40 ]    |
| Arthur                    | Milieu         | Transfert (72 M€+10 M€ bonus)                                                                                     | FC Barcelone           | La Liga             | 29 / 06 / 2020            | [ 41 ]    |
| Félix Correia             | Attaquant      | Transfert (10,5 M€)                                                                                               | Manchester City        | Premier League      | 30 / 06 / 2020            | [ 42 ]    |
| Weston McKennie           | Milieu         | Transfert (4,5 M€ avec option d'achat + 18,5 M€+7 M€ bonus)                                                       | Schalke 04             | Bundesliga          | 29 / 08 / 2020            | [ 43 ]    |
| Felix Nzouango Bikien     | Défenseur      | Transfert (Montant Inconnue)                                                                                      | Amiens SC              | Ligue 2             | 01 / 09 / 2020            | [ 44 ]    |
| Samuel Iling-Junior       | Attaquant      | Transfert (Montant Inconnue)                                                                                      | Chelsea FC             | Premier League      | 01 / 09 / 2020            | [ 44 ]    |
| Andrea Brighenti          | Attaquant      | Transfert (Montant Inconnue)                                                                                      | AC Monza               | Serie B             | 02 / 09 / 2020            | [ 45 ]    |
| Rolando Mandragora        | Milieu         | Transfert (10,7 M€)                                                                                               | Udinese Calcio         | Serie A             | 03 / 10 / 2020            | [ 46 ]    |
| Federico Chiesa           | Attaquant      | Transfert (3 M€ pour la première saison + 7 M€ pour la seconde saison, avec une obligation d'achat de 40 M€+10M€) | ACF Fiorentina         | Serie A             | 05 / 10 / 2020            | [ 47 ]    |
| Matteo Bucosse            | Gardien de but | Transfert (Montant Inconnue)                                                                                      | US Tolentino           | Serie D             | 07 / 09 / 2020            | [ 48 ]    |
| Tommaso Barbieri          | Défenseur      | Transfert (Montant Inconnue)                                                                                      | Novara FC              | Serie C             | 11 / 09 / 2020            | [ 49 ]    |
| Albian Hajdari            | Défenseur      | Transfert (Montant Inconnue)                                                                                      | FC Bâle                | Super League suisse | 19 / 09 / 2020            | [ 50 ]    |
| Diego Stramaccioni        | Défenseur      | Transfert (Montant Inconnue)                                                                                      | Vis Pesaro             | Serie C             | 02 / 10 / 2020            | [ 37 ]    |
| Álvaro Morata             | Attaquant      | Prêt (Prêt payant de 10 M€ + option d'achat de 45 M€)                                                             | Atlético Madrid        | La Liga             | 22 / 09 / 2020            | [ 51 ]    |
|                           |                | |                        |                     |                           |           |
| Départs                   |                | |                        |                     |                           |           |
| Blaise Matuidi            | Milieu         | Fin de contrat | Inter Miami            | Major League Soccer | 12 / 08 / 2020            | [ 52 ]    |
| Gonzalo Higuaín           | Attaquant      | Fin de contrat | Inter Miami            | Major League Soccer | 17 / 09 / 2020            | [ 53 ]    |
| Leonardo Loria            | Gardien de but | Transfert (2 M€)                                                                                                  | Pise SC                | Serie B             | 28 / 06 / 2020            | [ 37 ]    |
| Miralem Pjanić            | Milieu         | Transfert (60 M€+5 M€)                                                                                            | FC Barcelone           | La Liga             | 29 / 06 / 2020            | [ 54 ]    |
| Simone Muratore           | Milieu         | Transfert (7 M€)                                                                                                  | Atalanta Bergame       | Serie A             | 29 / 06 / 2020            | [ 55 ]    |
| Stephy Mavididi           | Attaquant      | Transfert (6,3 M€)                                                                                                | Montpellier HSC        | Ligue 1             | 30 / 06 / 2020            | [ 56 ]    |
| Pablo Moreno              | Attaquant      | Transfert (10 M€)                                                                                                 | Manchester City        | Premier League      | 30 / 06 / 2020            | [ 57 ]    |
| Leandro Fernandes         | Milieu         | Transfert (Montant Inconnue)                                                                                      | Pescara                | Serie C             | 28 / 09 / 2020            | [ 58 ]    |
| Nikolai Baden Frederiksen | Attaquant      | Prêt | WSG Tirol              | Ö-Bundesliga        | 25 / 08 / 2020            | [ 37 ]    |
| Idrissa Touré             | Milieu         | Prêt | Vitesse Arnhem         | Eredivisie          | 03 / 09 / 2020            | [ 37 ]    |
| Mattia Perin              | Gardien de but | Prêt | Genoa CFC              | Serie A             | 01 / 09 / 2020            | [ 59 ]    |
| Marco Olivieri            | Attaquant      | Prêt | Empoli FC              | Serie B             | 09 / 09 / 2020            | [ 60 ]    |
| Marko Pjaca               | Attaquant      | Prêt | Genoa CFC              | Serie A             | 19 / 09 / 2020            | [ 61 ]    |
| Luca Pellegrini           | Défenseur      | Prêt | Genoa CFC              | Serie A             | 26 / 09 / 2020            | [ 62 ]    |
| Dario Del Fabro           | Défenseur      | Prêt | ADO La Haye            | Eredivisie          | 02 / 10 / 2020            | [ 37 ]    |
| Daniele Rugani            | Défenseur      | Prêt | Stade Rennais          | Ligue 1             | 03 / 10 / 2020            | [ 63 ]    |
| Rolando Mandragora        | Milieu         | Prêt | Udinese Calcio         | Serie A             | 03 / 10 / 2020            | [ 46 ]    |
| Mattia De Sciglio         | Défenseur      | Prêt | Olympique lyonnais     | Ligue 1             | 05 / 10 / 2020            | [ 64 ]    |
| Douglas Costa             | Attaquant      | Prêt | Bayern Munich          | Bundesliga          | 05 / 10 / 2020            | [ 65 ]    |
| Hans Nicolussi            | Milieu         | Prêt | Parme Calcio           | Serie B             | 05 / 10 / 2020            | [ 66 ]    |
| Luca Clemenza             | Milieu         | Prêt | FC Sion                | Super League Suisse | 12 / 10 / 2020            | [ 67 ]    |
| Joël Ribeiro              | Milieu         | Prêt (2 ans) | SC Fribourg            | Bundesliga          | 15 / 09 / 2020            | [ 37 ]    |
| Albian Hajdari            | Défenseur      | Prêt (2 ans) | FC Bâle                | Super League suisse | 19 / 09 / 2020            | [ 50 ]    |
| Cristian Romero           | Défenseur      | Prêt Payant de 2 M€ + 2 M€ avec option d'achat de 16 M€                                                           | Atalanta Bergame       | Serie A             | 05 / 09 / 2020            | [ 68 ]    |
| Mattia Del Favero         | Gardien de but | Prêt avec option d'achat                                                                                          | Pescara                | Serie C             | 10 / 09 / 2020            | [ 69 ]    |
| Grigoris Kastanos         | Milieu         | Prêt avec option d'achat                                                                                          | Frosinone Calcio       | Serie B             | 12 / 09 / 2020            | [ 37 ]    |
| Kévin Monzialo            | Attaquant      | Prêt avec option d'achat                                                                                          | FC Lugano              | Super League Suisse | 12 / 10 / 2020            | [ 70 ]    |
| Naouirou Ahamada          | Milieu         | Prêt avec option d'achat de 1,5 M€                                                                                | VfB Stuttgart          | Bundesliga          | 05 / 10 / 2020            | [ 71 ]    |
| Pietro Beruatto           | Défenseur      | Prêt avec option d'achat pour un montant inconnue                                                                 | L.R. Vicence           | Serie C             | 01 / 09 / 2020            | [ 72 ]    |
| Luca Zanimacchia          | Attaquant      | Prêt avec option d'achat pour un montant inconnue                                                                 | Real Saragosse         | La Liga 2           | 01 / 09 / 2020            | [ 73 ]    |
| Matteo Luigi Brunori      | Attaquant      | Prêt avec option d'achat pour un montant inconnue                                                                 | Virtus Entella         | Serie C             | 01 / 09 / 2020            | [ 74 ]    |

### Mercato hivernaux
Ce tableau liste les transferts hivernaux de la Juventus FC pour la saison 2020-2021.
| Joueur              | Poste          | Forme                                | Provenance/Destination | Division            | Date de l'officialisation | Référence |
| ------------------- | -------------- | ------------------------------------ | ---------------------- | ------------------- | ------------------------- | --------- |
| Arrivées            |                |                                      |                        |                     |                           |           |
| Rolando Mandragora  | Milieu         | Retour de prêt                       | Udinese Calcio         | Serie A             | 01 / 02 / 2021            | [ 75 ]    |
| Daniele Rugani      | Défenseur      | Retour de prêt                       | Stade Rennais          | Ligue 1             | 01 / 02 / 2021            | [ 76 ]    |
| Gabriele Boloca     | Défenseur      | Retour de prêt                       | AC Monza               | Serie B             | 01 / 02 / 2021            | [ 77 ]    |
| Marley Aké          | Attaquant      | Transfert (8 M€)                     | Olympique de Marseille | Ligue 1             | 28 / 01 / 2021            | [ 78 ]    |
| Nicolò Rovella      | Milieu         | Transfert (22,5 M€ + 8,5 M€ bonus)   | Genoa CFC              | Serie A             | 29 / 01 / 2021            | [ 79 ]    |
| Christopher Lungoyi | Attaquant      | Transfert (Montant Inconnue)         | FC Lugano              | Super League Suisse | 22 / 01 / 2021            | [ 80 ]    |
| Emanuele Pecorino   | Attaquant      | Transfert (Montant Inconnue)         | Catania SSD            | Serie D             | 01 / 02 / 2021            | [ 77 ]    |
| Davide De Marino    | Défenseur      | Prêt                                 | FC Pro Verceil         | Serie D             | 16 / 01 / 2021            |           |
| Mattia Compagnon    | Milieu         | Prêt (avec option d'achat de 125 K€) | Udinese Calcio         | Serie A             | 01 / 02 / 2021            | [ 77 ]    |
| Abdoulaye Dabo      | Milieu         | Prêt (avec option d'achat de 500 K€) | FC Nantes              | Ligue 1             | 14 / 01 / 2021            | [ 81 ]    |
|                     |                |                                      |                        |                     |                           |           |
| Départs             |                |                                      |                        |                     |                           |           |
| Franco Tongya       | Milieu         | Transfert (8 M€)                     | Olympique de Marseille | Ligue 1             | 28 / 01 / 2021            | [ 78 ]    |
| Manolo Portanova    | Milieu         | Transfert (10 M€ + 5 M€)             | Genoa CFC              | Serie A             | 29 / 01 / 2021            | [ 82 ]    |
| Giulio Parodi       | Milieu         | Transfert (Montant Inconnue)         | FC Pro Verceil         | Serie D             | 15 / 01 / 2021            |           |
| Kévin Monzialo      | Attaquant      | Transfert (Montant Inconnue)         | FC Lugano              | Super League Suisse | 22 / 01 / 2021            | [ 77 ]    |
| Sami Khedira        | Milieu         | Transfert (Montant Inconnue)         | Hertha Berlin          | Bundesliga          | 01 / 02 / 2021            | [ 83 ]    |
| Nicola Mosti        | Attaquant      | Transfert (Montant Inconnue)         | Ascoli Calcio          | Serie B             | 01 / 02 / 2021            | [ 77 ]    |
| Stefano Gori        | Gardien de but | Prêt                                 | Pise SC                | Serie B             | 15 / 01 / 2021            | [ 84 ]    |
| Christopher Lungoyi | Attaquant      | Prêt                                 | FC Lugano              | Super League Suisse | 22 / 01 / 2021            | [ 80 ]    |
| Luca Coccolo        | Défenseur      | Prêt                                 | US Cremonese           | Serie B             | 26 / 01 / 2021            | [ 85 ]    |
| Elia Petrelli       | Attaquant      | Prêt                                 | Genoa CFC              | Serie A             | 29 / 01 / 2021            | [ 79 ]    |
| Nicolò Rovella      | Milieu         | Prêt                                 | Genoa CFC              | Serie A             | 29 / 01 / 2021            | [ 79 ]    |
| Wesley              | Attaquant      | Prêt                                 | FC Sion                | Super League Suisse | 01 / 02 / 2021            | [ 86 ]    |
| Daniele Rugani      | Défenseur      | Prêt                                 | Cagliari Calcio        | Serie A             | 01 / 02 / 2021            | [ 76 ]    |
| Rolando Mandragora  | Milieu         | Prêt avec option d'achat             | Torino FC              | Serie A             | 01 / 02 / 2021            | [ 75 ]    |

### Fin de Saison
Ce tableau liste les transferts de la fin de la saison de la Juventus FC pour la saison 2020-2021.
| Joueur          | Poste     | Forme                            | Provenance/Destination | Division   | Date de l'officialisation | Référence |
| --------------- | --------- | -------------------------------- | ---------------------- | ---------- | ------------------------- | --------- |
| Arrivées        |           |                                  |                        |            |                           |           |
| Douglas Costa   | Attaquant | Retour de prêt                   | Bayern Munich          | Bundesliga | 21 / 05 / 2021            | [ 87 ]    |
| Weston McKennie | Milieu    | Transfert (18,5 M€+6,5 M€ bonus) | Schalke 04             | Bundesliga | 03 / 03 / 2021            | [ 88 ]    |
| Álvaro Morata   | Attaquant | Renouvellement de prêt de 10 M€  | Atlético Madrid        | La Liga    | 15 / 06 / 2021            | [ 89 ]    |
|                 |           |                                  |                        |            |                           |           |
| Départs         |           |                                  |                        |            |                           |           |
| Douglas Costa   | Attaquant | Prêt                             | Grêmio                 | Brasileiro | 21 / 05 / 2021            | [ 90 ]    |

## Compétitions
| Serie A            | Coppa Italia                              | Supercoppa Italiana                 | Ligue des Champions                                  |
| ------------------ | ----------------------------------------- | ----------------------------------- | ---------------------------------------------------- |
| 4e place 78 points | Vainqueur contre Atalanta Bergame (1 - 2) | Vainqueur contre SSC Naples (2 - 0) | Huitième de finale contre FC Porto (2 - 1) - (3 - 2) |
| 23V 9N 6D          | 4V 1N 0D                                  | 1V 0N 0D                            | 6V 0N 2D                                             |
| TOTAL: 34V 10N 8D  |                                           |                                     |                                                      |

### Serie A

#### Classement
| Rang | Équipe           | Pts | J  | G  | N | P  | Bp | Bc | Diff | Qualification ou relégation                                      |
| ---- | ---------------- | --- | -- | -- | - | -- | -- | -- | ---- | ---------------------------------------------------------------- |
| 2    | AC Milan         | 79  | 38 | 24 | 7 | 7  | 74 | 41 | +33  | Qualification pour la phase de groupes de la Ligue des champions |
| 3    | Atalanta Bergame | 78  | 38 | 23 | 9 | 6  | 90 | 47 | +43  | Qualification pour la phase de groupes de la Ligue des champions |
| 4    | Juventus         | 78  | 38 | 23 | 9 | 6  | 77 | 38 | +39  | Qualification pour la phase de groupes de la Ligue des champions |
| 5    | SSC Naples       | 77  | 38 | 24 | 5 | 9  | 86 | 41 | +45  | Qualification pour la phase de groupes de la Ligue Europa        |
| 6    | Lazio Rome       | 68  | 38 | 21 | 5 | 12 | 61 | 55 | +6   | Qualification pour la phase de groupes de la Ligue Europa        |

1. 1 2  Atalanta a terminé devant la Juventus sur les points en tête-à-tête : Juventus 1–1 Atalanta, Atalanta 1–0 Juventus.
2. ↑  Depuis que le vainqueur de la Coupe d'Italie 2020-2021, la Juventus est qualifié pour la Ligue des Champions, la place en Ligue Europa est attribuée aux vainqueurs de la Coppa Italia a été transmise à l'équipe classée à la sixième place et la Ligue Europa Conférence est attribuée à l'équipe classée à la sixième place a été transmise à l'équipe classée à la septième place.

#### Championnat

##### Compositions des matchs aller
| Match                                | Joueurs titulaires | Joueurs entrés en cours de jeu                                                |                                   | Match | Joueurs titulaires                                                              | Joueurs entrés en cours de jeu |
| ------------------------------------ | --- | ----------------------------------------------------------------------------- | --------------------------------- | --- | ------------------------------------------------------------------------------- | ------------------------------ |
| Juventus FC - UC Sampdoria 3-4-1-2   | Szczęsny Danilo - Bonucci - Chiellini (82e) Cuadrado (78e) - Rabiot - McKennie - Frabotta (67e) Ramsey Kulusevski (82e) - Ronaldo       | De Sciglio (67e) Bentancur (78e) Demiral (82e) Costa (82e)                    | AS Rome - Juventus FC 4-4-2       | Szczęsny Danilo - Bonucci - Chiellini - Cuadrado Kulusevski (85e) - Rabiot - McKennie (58e) - Ramsey (68e) Morata (58e) - Ronaldo                | Arthur (58e) Costa (58e) Bentancur (68e) Frabotta (85e)                         |                                |
|                                      | |                                                                               |                                   | |                                                                                 |                                |
| Juventus FC - FC Crotone 3-4-3       | Buffon Danilo - Bonucci - Demiral Chiesa - Bentancur - Arthur (70e) - Frabotta Kulusevski (70e) - Morata - Portanova (56e)              | Cuadrado (56e) Rabiot (70e) Bernardeschi (70e)                                | Juventus FC - Hellas Verone 3-5-2 | Szczęsny Demiral - Bonucci (75e) - Danilo Cuadrado - Ramsey (89e) - Arthur - Rabiot - Bernardeschi (61e) Dybala - Morata                         | Kulusevski (61e) Frabotta (75e) Vrioni (89e)                                    |                                |
|                                      | |                                                                               |                                   | |                                                                                 |                                |
| Spezia - Juventus FC 4-4-2           | Szczęsny Cuadrado - Danilo - Bonucci (77e) - Demiral McKennie (61e) - Arthur - Bentancur (62e) - Chiesa Dybala (56e) - Morata (78e)     | Ronaldo (56e) Ramsey (61e) Rabiot (62e) Frabotta (77e) Kulusevski (78e)       | Lazio Rome - Juventus FC 3-4-3    | Buffon Demiral - Bonucci - Danilo Cuadrado - Bentancur - Rabiot - Frabotta Kulusevski (77e) - Morata (89e) - Ronaldo (76e)                       | Dybala (76e) McKennie (77e) Bernardeschi (89e)                                  |                                |
|                                      | |                                                                               |                                   | |                                                                                 |                                |
| Juventus FC - Cagliari 4-4-2         | Buffon Cuadrado - Demiral - De Ligt - Danilo (86e) Bernardeschi - Arthur (85e) - Rabiot (69e) - Kulusevski (85e) Morata (69e) - Ronaldo | McKennie (69e) Dybala (69e) Chiesa (85e) Bentancur (85e) Sandro (86e)         | Benevento - Juventus FC 4-4-2     | Szczęsny Cuadrado - Danilo - De Ligt - Frabotta Chiesa (69e) - Arthur (62e) - Rabiot - Ramsey (63e) Dybala - Morata                              | Bentancur (62e) Kulusevski (63e) Bernardeschi (69e)                             |                                |
|                                      | |                                                                               |                                   | |                                                                                 |                                |
| Juventus FC - Torino FC 4-4-2        | Szczęsny Cuadrado - De Ligt - Bonucci - Danilo (71e) Kulusevski (56e) - Bentancur - Rabiot (71e) - Chiesa Dybala (90e) - Ronaldo        | Ramsey (56e) Sandro (71e) McKennie (71e) Bernardeschi (90e)                   | Genoa CFC - Juventus FC 4-4-2     | Szczęsny Cuadrado - De Ligt (90e) - Bonucci - Sandro McKennie - Bentancur - Rabiot (67e) - Chiesa (84e) Dybala (84e) - Ronaldo                   | Morata (67e) Kulusevski (84e) Bernardeschi (84e) Drăgușin (90e)                 |                                |
|                                      | |                                                                               |                                   | |                                                                                 |                                |
| Juventus FC - Atalanta Bergame 4-4-2 | Szczęsny Cuadrado - De Ligt - Bonucci - Danilo McKennie - Bentancur - Arthur (27e) - Chiesa (75e) Morata (84e) - Ronaldo                | Rabiot (27e) Sandro (75e) Morata (84e)                                        | Parme - Juventus FC 4-4-2         | Szczęsny Danilo - De Ligt - Bonucci (74e) - Sandro Kulusevski - McKennie (75e) - Bentancur - Ramsey (68e) Morata - Ronaldo (82e)                 | Bernardeschi (68e) Cuadrado (74e) Portanova (75e) Chiesa (82e)                  |                                |
|                                      | |                                                                               |                                   | |                                                                                 |                                |
| Juventus FC - ACF Fiorentina 4-4-2   | Szczęsny Cuadrado - De Ligt (88e) - Bonucci - Sandro McKennie (73e) - Bentancur - Ramsey (20e) - Chiesa Morata (46e) - Ronaldo          | Danilo (20e) Bernardeschi (46e) Kulusevski (73e) Frabotta (88e)               | Juventus FC - Udinese 4-4-2       | Szczęsny Cuadrado - Bonucci (82e) - De Ligt - Sandro (82e) Chiesa (74e) - McKennie (65e) - Bentancur - Ramsey (74e) Dybala - Ronaldo             | Arthur (65e) Kulusevski (74e) Bernardeschi (74e) Frabotta (82e) Chiellini (82e) |                                |
|                                      | |                                                                               |                                   | |                                                                                 |                                |
| AC Milan - Juventus FC 4-4-2         | Szczęsny Danilo - Bonucci - De Ligt - Frabotta (87e) Chiesa (63e) - Bentancur (74e) - Rabiot - Ramsey (74e) Dybala (64e) - Ronaldo      | Kulusevski (63e) McKennie (64e) Arthur (74e) Bernardeschi (74e) Demiral (87e) | Juventus FC - US Sassuolo 4-4-2   | Szczęsny Danilo - Bonucci - Demiral - Frabotta Chiesa (86e) - Arthur - Bentancur (46e) - McKennie (19e) Dybala (42e) - Ronaldo                   | Ramsey (19e) Kulusevski (42e) Rabiot (46e) Morata (86e) Bernardeschi (86e)      |                                |
|                                      | |                                                                               |                                   | |                                                                                 |                                |
| Inter Milan - Juventus FC 4-4-2      | Szczęsny Danilo - Bonucci - Chiellini - Frabotta (58e) Chiesa - Bentancur - Rabiot (57e) - Ramsey (58e) Morata - Ronaldo                | Rabiot (57e) Kulusevski (58e) Bernardeschi (58e)                              | Juventus FC - Bologne FC 4-4-2    | Szczęsny Cuadrado - Bonucci (78e) - Chiellini - Danilo McKennie (90e) - Arthur (78e) - Bentancur - Bernardeschi (68e) Kulusevski (78e) - Ronaldo | Morata (68e) De Ligt (78e) Ramsey (78e) Rabiot (78e) Demiral (90e)              |                                |

##### Matchs aller
| 1re journée                                   | Juventus                                                        | 3 - 0   | UC Sampdoria |                                                                                          |                                                                                          |
| Dimanche 20 septembre 2020 20h45 CEST (UTC+2) | (Ronaldo ) Kulusevski 13e · Bonucci 78e · (Ramsey ) Ronaldo 88e | (1 - 0) |              | Juventus Stadium Spectateurs : 1 000 Diffuseur : BeIn Sports Arbitrage : Marco Piccinini | Juventus Stadium Spectateurs : 1 000 Diffuseur : BeIn Sports Arbitrage : Marco Piccinini |
| Dimanche 20 septembre 2020 20h45 CEST (UTC+2) | Frabotta 54e                                                    | Rapport | 4e Tonelli   | Juventus Stadium Spectateurs : 1 000 Diffuseur : BeIn Sports Arbitrage : Marco Piccinini | Juventus Stadium Spectateurs : 1 000 Diffuseur : BeIn Sports Arbitrage : Marco Piccinini |

| 2e journée                                    | AS Rome                                 | 2 - 2   | Juventus                         |                                                                                                |                                                                                                |
| Dimanche 27 septembre 2020 20h45 CEST (UTC+2) | (Mkhitaryan ) Veretout 31e (pen.) 45+1e | (2 - 0) | 43e (pen.) 69e Ronaldo ( Danilo) | Stade olympique de Rome Spectateurs : 1 000 Diffuseur : BeIn Sports Arbitrage : Marco Di Bello | Stade olympique de Rome Spectateurs : 1 000 Diffuseur : BeIn Sports Arbitrage : Marco Di Bello |
| Dimanche 27 septembre 2020 20h45 CEST (UTC+2) | Kumbulla 36e · Pellegrini 54e           | Rapport | 30e, 62e Rabiot · 86e Frabotta   | Stade olympique de Rome Spectateurs : 1 000 Diffuseur : BeIn Sports Arbitrage : Marco Di Bello | Stade olympique de Rome Spectateurs : 1 000 Diffuseur : BeIn Sports Arbitrage : Marco Di Bello |

| 3e journée (Rivalité entre Juventus - Naples) | Juventus                                        | 2 - 1   | SSC Naples                   |                                                                                       |                                                                                       |
| Mercredi 7 avril 2021 18h45 CEST (UTC+2)      | (Chiesa ) Ronaldo 13e · (Bentancur ) Dybala 73e | (1 - 0) | 90e (pen.) Insigne           | Juventus Stadium Spectateurs : 0 Diffuseur : BeIn Sports Arbitrage : Maurizio Mariani | Juventus Stadium Spectateurs : 0 Diffuseur : BeIn Sports Arbitrage : Maurizio Mariani |
| Mercredi 7 avril 2021 18h45 CEST (UTC+2)      | Sandro 54e                                      | Rapport | 22e Koulibaly · 81e Rrahmani | Juventus Stadium Spectateurs : 0 Diffuseur : BeIn Sports Arbitrage : Maurizio Mariani | Juventus Stadium Spectateurs : 0 Diffuseur : BeIn Sports Arbitrage : Maurizio Mariani |

| 4e journée                                | FC Crotone                             | 1 - 1   | Juventus                                                    |                                                                                             |                                                                                             |
| Samedi 17 octobre 2020 20h45 CEST (UTC+2) | Simy 12e (pen.)                        | (1 - 1) | 21e Morata ( Chiesa)                                        | Stade Ezio-Scida Spectateurs : 1 000 Diffuseur : BeIn Sports Arbitrage : Francesco Fourneau | Stade Ezio-Scida Spectateurs : 1 000 Diffuseur : BeIn Sports Arbitrage : Francesco Fourneau |
| Samedi 17 octobre 2020 20h45 CEST (UTC+2) | Cigarini 14e · Reca 67e · Magallán 84e | Rapport | 11e Bonucci · 37e Portanova · 45+1e Kulusevski · 60e Chiesa | Stade Ezio-Scida Spectateurs : 1 000 Diffuseur : BeIn Sports Arbitrage : Francesco Fourneau | Stade Ezio-Scida Spectateurs : 1 000 Diffuseur : BeIn Sports Arbitrage : Francesco Fourneau |

| 5e journée                                  | Juventus                 | 1 - 1   | Hellas Vérone                                           |                                                                                          |                                                                                          |
| Dimanche 25 octobre 2020 20h45 CEST (UTC+2) | (Morata ) Kulusevski 78e | (0 - 0) | 60e Favilli ( Zaccagni)                                 | Juventus Stadium Spectateurs : 1 000 Diffuseur : BeIn Sports Arbitrage : Fabrizio Pasqua | Juventus Stadium Spectateurs : 1 000 Diffuseur : BeIn Sports Arbitrage : Fabrizio Pasqua |
| Dimanche 25 octobre 2020 20h45 CEST (UTC+2) | Kulusevski 90+2e         | Rapport | 39e Vieira · 57e Lazović · 69e Empereur · 90+2e Faraoni | Juventus Stadium Spectateurs : 1 000 Diffuseur : BeIn Sports Arbitrage : Fabrizio Pasqua | Juventus Stadium Spectateurs : 1 000 Diffuseur : BeIn Sports Arbitrage : Fabrizio Pasqua |

| 6e journée                                   | Spezia                                    | 1 - 4   | Juventus                                                                         |                                                                                       |                                                                                       |
| Dimanche 1er novembre 2020 20h45 CET (UTC+1) | (Bartolomei ) Pobega 32e                  | (1 - 0) | 14e Morata ( McKennie) · 59e 76e (pen.) Ronaldo ( Morata) · 67e Rabiot ( Chiesa) | Stade Dino-Manuzzi Spectateurs : 0 Diffuseur : BeIn Sports Arbitrage : Rosario Abisso | Stade Dino-Manuzzi Spectateurs : 0 Diffuseur : BeIn Sports Arbitrage : Rosario Abisso |
| Dimanche 1er novembre 2020 20h45 CET (UTC+1) | Chabot 49e · Bartolomei 75e · Estévez 87e | Rapport | 69e Rabiot                                                                       | Stade Dino-Manuzzi Spectateurs : 0 Diffuseur : BeIn Sports Arbitrage : Rosario Abisso | Stade Dino-Manuzzi Spectateurs : 0 Diffuseur : BeIn Sports Arbitrage : Rosario Abisso |

| 7e journée                                 | Lazio Rome                     | 1 - 1   | Juventus                     |                                                                                          |                                                                                          |
| Dimanche 8 novembre 2020 12h30 CET (UTC+1) | (Correa ) Caicedo 90+5e        | (0 - 1) | 15e Ronaldo ( Cuadrado)      | Stade olympique de Rome Spectateurs : 0 Diffuseur : BeIn Sports Arbitrage : Davide Massa | Stade olympique de Rome Spectateurs : 0 Diffuseur : BeIn Sports Arbitrage : Davide Massa |
| Dimanche 8 novembre 2020 12h30 CET (UTC+1) | Cataldi 45+1e · Akpa Akpro 78e | Rapport | 51e Bentancur · 84e Cuadrado | Stade olympique de Rome Spectateurs : 0 Diffuseur : BeIn Sports Arbitrage : Davide Massa | Stade olympique de Rome Spectateurs : 0 Diffuseur : BeIn Sports Arbitrage : Davide Massa |

| 8e journée                                | Juventus                             | 2 - 0   | Cagliari                     |                                                                                    |                                                                                    |
| Samedi 21 novembre 2020 20h45 CET (UTC+1) | (Morata ) (Demiral ) Ronaldo 38e 42e | (2 - 0) |                              | Juventus Stadium Spectateurs : 0 Diffuseur : BeIn Sports Arbitrage : Fabio Maresca | Juventus Stadium Spectateurs : 0 Diffuseur : BeIn Sports Arbitrage : Fabio Maresca |
| Samedi 21 novembre 2020 20h45 CET (UTC+1) | Rabiot 33e · Danilo 53e · Arthur 54e | Rapport | 35e Tripaldelli · 74e Sottil | Juventus Stadium Spectateurs : 0 Diffuseur : BeIn Sports Arbitrage : Fabio Maresca | Juventus Stadium Spectateurs : 0 Diffuseur : BeIn Sports Arbitrage : Fabio Maresca |

| 9e journée                                | Benevento                                                                             | 1 - 1   | Juventus                    |                                                                                         |                                                                                         |
| Samedi 28 novembre 2020 18h00 CET (UTC+1) | Letizia 45+3e                                                                         | (1 - 1) | 21e Morata ( Chiesa)        | Stade Ciro-Vigorito Spectateurs : 0 Diffuseur : BeIn Sports Arbitrage : Fabrizio Pasqua | Stade Ciro-Vigorito Spectateurs : 0 Diffuseur : BeIn Sports Arbitrage : Fabrizio Pasqua |
| Samedi 28 novembre 2020 18h00 CET (UTC+1) | Maggio 59e · Schiattarella 82e · Glik 86e · Barba 87e · Improta 90+5e · Insigne 90+6e | Rapport | 81e Cuadrado · 90+7e Morata | Stade Ciro-Vigorito Spectateurs : 0 Diffuseur : BeIn Sports Arbitrage : Fabrizio Pasqua | Stade Ciro-Vigorito Spectateurs : 0 Diffuseur : BeIn Sports Arbitrage : Fabrizio Pasqua |

| 10e journée (Derby de Turin)             | Juventus                                                      | 2 - 1   | Torino                                   |                                                                                     |                                                                                     |
| Samedi 5 décembre 2020 18h00 CET (UTC+1) | (Cuadrado ) McKennie 77e · (Cuadrado ) Bonucci 89e            | (0 - 1) | 9e Nkoulou                               | Juventus Stadium Spectateurs : 0 Diffuseur : BeIn Sports Arbitrage : Daniele Orsato | Juventus Stadium Spectateurs : 0 Diffuseur : BeIn Sports Arbitrage : Daniele Orsato |
| Samedi 5 décembre 2020 18h00 CET (UTC+1) | Kulusevski 51e · De Ligt 72e · Pinsoglio 90e · Cuadrado 90+4e | Rapport | 70e Lyanco · 76e Lukić · 90+6e Bonazzoli | Juventus Stadium Spectateurs : 0 Diffuseur : BeIn Sports Arbitrage : Daniele Orsato | Juventus Stadium Spectateurs : 0 Diffuseur : BeIn Sports Arbitrage : Daniele Orsato |

| 11e journée                                 | Genoa CFC                              | 1 - 3   | Juventus                                               |                                                                                          |                                                                                          |
| Dimanche 13 décembre 2020 18h00 CET (UTC+1) | (Pellegrini ) Sturaro 61e              | (0 - 0) | 57e Dybala ( McKennie) · 78e (pen.) 89e (pen.) Ronaldo | Stadio Luigi Ferraris Spectateurs : 0 Diffuseur : BeIn Sports Arbitrage : Marco Di Bello | Stadio Luigi Ferraris Spectateurs : 0 Diffuseur : BeIn Sports Arbitrage : Marco Di Bello |
| Dimanche 13 décembre 2020 18h00 CET (UTC+1) | Goldaniga 15e · Perin 88e · Bani 90+3e | Rapport | 2e Rabiot · 78e McKennie · 83e Bentancur               | Stadio Luigi Ferraris Spectateurs : 0 Diffuseur : BeIn Sports Arbitrage : Marco Di Bello | Stadio Luigi Ferraris Spectateurs : 0 Diffuseur : BeIn Sports Arbitrage : Marco Di Bello |

| 12e journée                                 | Juventus                               | 1 - 1   | Atalanta Bergame         |                                                                                     |                                                                                     |
| Mercredi 16 décembre 2020 18h30 CET (UTC+1) | (Bentancur ) Chiesa 29e                | (1 - 0) | 57e Freuler              | Juventus Stadium Spectateurs : 0 Diffuseur : BeIn Sports Arbitrage : Daniele Doveri | Juventus Stadium Spectateurs : 0 Diffuseur : BeIn Sports Arbitrage : Daniele Doveri |
| Mercredi 16 décembre 2020 18h30 CET (UTC+1) | Rabiot 46e · Morata 60e · McKennie 80e | Rapport | 38e Romero · 52e De Roon | Juventus Stadium Spectateurs : 0 Diffuseur : BeIn Sports Arbitrage : Daniele Doveri | Juventus Stadium Spectateurs : 0 Diffuseur : BeIn Sports Arbitrage : Daniele Doveri |

| 13e journée                               | Parme Calcio | 0 - 4   | Juventus                                                                                    |                                                                                              |                                                                                              |
| Samedi 19 décembre 2020 20h45 CET (UTC+1) |              | (0 - 2) | 23e Kulusevski ( Morata) · 26e 48e Ronaldo ( Morata) ( Ramsey) · 86e Morata ( Bernandeschi) | Stadio Ennio Tardini Spectateurs : 0 Diffuseur : BeIn Sports Arbitrage : Gianpaolo Calvarese | Stadio Ennio Tardini Spectateurs : 0 Diffuseur : BeIn Sports Arbitrage : Gianpaolo Calvarese |
| Samedi 19 décembre 2020 20h45 CET (UTC+1) |              | Rapport | 40e Danilo                                                                                  | Stadio Ennio Tardini Spectateurs : 0 Diffuseur : BeIn Sports Arbitrage : Gianpaolo Calvarese | Stadio Ennio Tardini Spectateurs : 0 Diffuseur : BeIn Sports Arbitrage : Gianpaolo Calvarese |

| 14e journée (Rivalité entre Fiorentina - Juventus) | Juventus                  | 0 - 3   | ACF Fiorentina                                                         |                                                                                        |                                                                                        |
| Mardi 22 décembre 2020 20h45 CET (UTC+1)           |                           | (0 - 1) | 3e Vlahović ( Ribéry) · 76e (csc) Alex Sandro · 81e Cáceres ( Biraghi) | Juventus Stadium Spectateurs : 0 Diffuseur : BeIn Sports Arbitrage : Federico La Penna | Juventus Stadium Spectateurs : 0 Diffuseur : BeIn Sports Arbitrage : Federico La Penna |
| Mardi 22 décembre 2020 20h45 CET (UTC+1)           | Cuadrado 18e · Danilo 85e | Rapport | 22e Biraghi · 37e Ribéry · 47e Valero · 84e Venuti                     | Juventus Stadium Spectateurs : 0 Diffuseur : BeIn Sports Arbitrage : Federico La Penna | Juventus Stadium Spectateurs : 0 Diffuseur : BeIn Sports Arbitrage : Federico La Penna |

| 15e journée                               | Juventus                                                                                | 4 - 1   | Udinese       |                                                                                       |                                                                                       |
| Dimanche 3 janvier 2021 20h45 CET (UTC+1) | (Ramsey ) (Bentancur ) Ronaldo 31e 70e · (Ronaldo ) Chiesa 49e · (Danilo ) Dybala 90+3e | (0 - 1) | 90e Zeegelaar | Juventus Stadium Spectateurs : 0 Diffuseur : BeIn Sports Arbitrage : Piero Giacomelli | Juventus Stadium Spectateurs : 0 Diffuseur : BeIn Sports Arbitrage : Piero Giacomelli |
| Dimanche 3 janvier 2021 20h45 CET (UTC+1) | Chiesa 7e · McKennie 33e · De Ligt 64e                                                  | Rapport |               | Juventus Stadium Spectateurs : 0 Diffuseur : BeIn Sports Arbitrage : Piero Giacomelli | Juventus Stadium Spectateurs : 0 Diffuseur : BeIn Sports Arbitrage : Piero Giacomelli |

| 16e journée (Juventus Turin – AC Milan)   | AC Milan             | 1 - 3   | Juventus                                              |                                                                                        |                                                                                        |
| Mercredi 6 janvier 2021 20h45 CET (UTC+1) | (Leão ) Calabria 41e | (1 - 1) | 18e 62e Chiesa ( Dybala) · 76e McKennie ( Kulusevski) | Stade San Siro Spectateurs : 0 Diffuseur : BeIn Sports Arbitrage : Massimiliano Irrati | Stade San Siro Spectateurs : 0 Diffuseur : BeIn Sports Arbitrage : Massimiliano Irrati |
| Mercredi 6 janvier 2021 20h45 CET (UTC+1) | Romagnoli 90e        | Rapport | 60e Bentancur · 72e Danilo                            | Stade San Siro Spectateurs : 0 Diffuseur : BeIn Sports Arbitrage : Massimiliano Irrati | Stade San Siro Spectateurs : 0 Diffuseur : BeIn Sports Arbitrage : Massimiliano Irrati |

| 17e journée                                | Juventus                                                      | 3 - 1   | US Sassuolo                |                                                                                   |                                                                                   |
| Dimanche 10 janvier 2021 20h45 CET (UTC+1) | Danilo 50e · (Frabotta ) Ramsey 82e · (Danilo ) Ronaldo 90+2e | (0 - 0) | 58e Defrel ( Traorè)       | Juventus Stadium Spectateurs : 0 Diffuseur : BeIn Sports Arbitrage : Davide Massa | Juventus Stadium Spectateurs : 0 Diffuseur : BeIn Sports Arbitrage : Davide Massa |
| Dimanche 10 janvier 2021 20h45 CET (UTC+1) | Bonucci 13e · Bentancur 35e · Frabotta 71e · Kulusevski 79e   | Rapport | 17e Ferrari · 45+2e Obiang | Juventus Stadium Spectateurs : 0 Diffuseur : BeIn Sports Arbitrage : Davide Massa | Juventus Stadium Spectateurs : 0 Diffuseur : BeIn Sports Arbitrage : Davide Massa |

| 18e journée (Derby d'Italie)               | Inter Milan                                   | 2 - 0   | Juventus                 |                                                                                   |                                                                                   |
| Dimanche 17 janvier 2021 20h45 CET (UTC+1) | (Barella ) Vidal 12e · (Bastoni ) Barella 52e | (1 - 0) |                          | Stade San Siro Spectateurs : 0 Diffuseur : BeIn Sports Arbitrage : Daniele Doveri | Stade San Siro Spectateurs : 0 Diffuseur : BeIn Sports Arbitrage : Daniele Doveri |
| Dimanche 17 janvier 2021 20h45 CET (UTC+1) | Young 60e · Barella 67e                       | Rapport | 36e Bonucci · 62e Morata | Stade San Siro Spectateurs : 0 Diffuseur : BeIn Sports Arbitrage : Daniele Doveri | Stade San Siro Spectateurs : 0 Diffuseur : BeIn Sports Arbitrage : Daniele Doveri |

| 19e journée                                | Juventus                                         | 2 - 0   | Bologne FC              |                                                                                       |                                                                                       |
| Dimanche 24 janvier 2021 12h30 CET (UTC+1) | (Ronaldo ) Arthur 15e · (Cuadrado ) McKennie 71e | (1 - 0) |                         | Juventus Stadium Spectateurs : 0 Diffuseur : BeIn Sports Arbitrage : Juan Luca Sacchi | Juventus Stadium Spectateurs : 0 Diffuseur : BeIn Sports Arbitrage : Juan Luca Sacchi |
| Dimanche 24 janvier 2021 12h30 CET (UTC+1) | Kulusevski 21e · Chiellini 47e · Arthur 52e      | Rapport | 14e Vignato · 62e Dijks | Juventus Stadium Spectateurs : 0 Diffuseur : BeIn Sports Arbitrage : Juan Luca Sacchi | Juventus Stadium Spectateurs : 0 Diffuseur : BeIn Sports Arbitrage : Juan Luca Sacchi |

##### Compositions des matchs retour
| Match                                       | Joueurs titulaires | Joueurs entrés en cours de jeu                                         |                                  | Match | Joueurs titulaires                                                             | Joueurs entrés en cours de jeu |
| ------------------------------------------- | --- | ---------------------------------------------------------------------- | -------------------------------- | --- | ------------------------------------------------------------------------------ | ------------------------------ |
| UC Sampdoria - Juventus FC 4-4-2            | Szczęsny Cuadrado - Bonucci - Chiellini - Danilo McKennie - Bentancur (75e) - Arthur (84e) - Chiesa (84e) Morata (78e) - Ronaldo      | Rabiot (75e) Bernardeschi (78e) Sandro (84e) Ramsey (84e)              | Juventus FC - AS Rome 4-4-2      | Szczęsny Danilo - Bonucci (84e) - Chiellini - Sandro (86e) McKennie (65e) - Bentancur - Arthur - Chiesa (82e) Morata (65e) - Ronaldo       | Kulusevski (65e) Cuadrado (65e) Bernardeschi (82e) De Ligt (84e) Demiral (86e) |                                |
|                                             | |                                                                        |                                  | |                                                                                |                                |
| SSC Naples - Juventus FC 4-4-2              | Szczęsny Cuadrado (46e) - Bonucci - Chiellini - Danilo Bernardeschi (63e) - Bentancur (72e) - Rabiot - Chiesa Morata - Ronaldo        | Sandro (46e) McKennie (63e) Kulusevski (72e)                           | Juventus FC - FC Crotone 4-4-2   | Buffon Danilo - Demiral - De Ligt - Sandro (86e) Chiesa (86e) - Bentancur (70e) - Ramsey (76e) - McKennie Kulusevski (76e) - Ronaldo       | Fagioli (70e) Bernardeschi (76e) Morata (76e) Frabotta (86e) Di Pardo (86e)    |                                |
|                                             | |                                                                        |                                  | |                                                                                |                                |
| Hellas Vérone - Juventus FC 3-5-2           | Szczęsny Demiral - De Ligt - Sandro Chiesa (87e) - Bentancur - Rabiot - Ramsey (68e) - Bernardeschi Kulusevski - Ronaldo              | McKennie (68e) Di Pardo (87e)                                          | Juventus FC - Spezia 4-4-2       | Szczęsny Danilo - Demiral - Sandro - Frabotta (61e) Chiesa (72e) - Bentancur - Rabiot - McKennie (61e) Kulusevski (88e) - Ronaldo          | Bernardeschi (61e) Morata (61e) Ramsey (72e) Di Pardo (88e)                    |                                |
|                                             | |                                                                        |                                  | |                                                                                |                                |
| Juventus FC - Lazio Rome 4-2-3-1            | Szczęsny Cuadrado (70e) - Demiral - Sandro - Bernardeschi Danilo - Rabiot Kulusevski (90e) - Ramsey (70e) - Chiesa (82e) Morata (69e) | Ronaldo (69e) Arthur (70e) McKennie (70e) Bonucci (82e) Di Pardo (90e) | Cagliari - Juventus FC 4-4-2     | Szczęsny Cuadrado (83e) - De Ligt - Chiellini (70e) - Sandro (34e) Kulusevski - Danilo - Rabiot - Chiesa (83e) Morata (70e) - Ronaldo      | Bernardeschi (34e) McKennie (70e) Bonucci (70e) Frabotta (83e) Arthur (83e)    |                                |
|                                             | |                                                                        |                                  | |                                                                                |                                |
| Juventus FC - Benevento 4-4-2               | Szczęsny Danilo - Bonucci - De Ligt - Bernardeschi Chiesa - Rabiot (74e) - Arthur (73e) - Kulusevski Ronaldo - Morata                 | Bentancur (73e) McKennie (74e)                                         | Torino FC - Juventus FC 4-4-2    | Szczęsny Cuadrado - De Ligt - Chiellini - Sandro (87e) Kulusevski (71e) - Danilo (71e) - Bentancur - Chiesa Morata - Ronaldo               | Bernardeschi (71e) Ramsey (71e) Rabiot (87e)                                   |                                |
|                                             | |                                                                        |                                  | |                                                                                |                                |
| SSC Naples - Juventus FC 4-4-2 (3e journée) | Buffon Danilo - De Ligt - Chiellini - Sandro Cuadrado (69e) - Bentancur - Rabiot - Chiesa (80e) Morata (69e) - Ronaldo                | Dybala (69e) McKennie (69e) Chiesa (80e)                               | Juventus FC - Genoa CFC 4-4-2    | Szczęsny Cuadrado (46e) - De Ligt - Chiellini - Danilo Kulusevski (68e) - Bentancur - Rabiot (84e) - Chiesa (74e) Morata (68e) - Ronaldo   | Sandro (46e) McKennie (68e) Dybala (68e) Arthur (74e) Ramsey (84e)             |                                |
|                                             | |                                                                        |                                  | |                                                                                |                                |
| Atalanta Bergame - Juventus FC 4-4-2        | Szczęsny Cuadrado - De Ligt - Chiellini - Sandro McKennie (77e) - Bentancur - Rabiot - Chiesa (58e) Dybala (68e) - Morata             | Danilo (58e) Kulusevski (68e) Arthur (77e)                             | Juventus FC - Parme Calcio 4-4-2 | Buffon Danilo - De Ligt - Bonucci - Sandro Cuadrado (74e) - Bentancur (74e) - Arthur (87e) - McKennie (74e) Dybala (84e) - Ronaldo         | Ramsey (74e) Rabiot (74e) Kulusevski (74e) Morata (84e) Bernandeschi (87e)     |                                |
|                                             | |                                                                        |                                  | |                                                                                |                                |
| ACF Fiorentina - Juventus FC 3-5-2          | Szczęsny De Ligt - Bonucci (46e) - Chiellini Cuadrado - Ramsey (69e) - Bentancur - Rabiot - Sandro Dybala (46e) - Ronaldo             | Kulusevski (46e) Morata (46e) McKennie (69e)                           | Udinese - Juventus FC 4-4-2      | Szczęsny Danilo - De Ligt - Bonucci - Sandro Cuadrado (85e) - Bentancur - McKennie (84e) - Bernandeschi (59e) Dybala (66e) - Ronaldo       | Kulusevski (59e) Morata (66e) Rabiot (84e) Correia (85e)                       |                                |
|                                             | |                                                                        |                                  | |                                                                                |                                |
| Juventus FC - AC Milan 4-4-2                | Szczęsny Cuadrado - De Ligt - Chiellini - Sandro McKennie - Bentancur (67e) - Rabiot - Chiesa (79e) Morata - Ronaldo                  | Kulusevski (67e) Dybala (79e)                                          | US Sassuolo - Juventus FC 4-4-2  | Szczęsny Danilo - De Ligt - Bonucci - Sandro Kulusevski - Arthur (61e) - Rabiot - Chiesa (81e) Dybala (81e) - Ronaldo                      | Bentancur (61e) McKennie (81e) Cuadrado (81e)                                  |                                |
|                                             | |                                                                        |                                  | |                                                                                |                                |
| Juventus FC - Inter Milan 4-4-2             | Szczęsny Danilo - De Ligt - Chiellini - Sandro Cuadrado - Bentancur - Rabiot - Chiesa (70e) Ronaldo (70e) - Kulusevski (58e)          | McKennie (58e) Morata (70e) Demiral (70e)                              | Bologne FC - Juventus FC 4-4-2   | Szczęsny (68e) Cuadrado - De Ligt (46e) - Chiellini (58e) - Sandro Kulusevski - Danilo (67e) - Rabiot - Chiesa (58e) Dybala (70e) - Morata | Bonucci (46e) Arthur (58e) McKennie (58e) Bernandeschi (67e) Pinsoglio (68e)   |                                |

##### Matchs retour
| 20e journée                             | UC Sampdoria                                         | 0 - 2   | Juventus                                        |                                                                                         |                                                                                         |
| Samedi 6 février 2021 18h00 CET (UTC+1) |                                                      | (0 - 1) | 20e Chiesa ( Morata) · 90+1e Ramsey ( Cuadrado) | Stade Luigi-Ferraris Spectateurs : 0 Diffuseur : BeIn Sports Arbitrage : Michael Fabbri | Stade Luigi-Ferraris Spectateurs : 0 Diffuseur : BeIn Sports Arbitrage : Michael Fabbri |
| Samedi 6 février 2021 18h00 CET (UTC+1) | Thorsby 24e · Ekdal 30e · Jankto 31e · Damsgaard 87e | Rapport | 37e Bentancur · 89e Bernardeschi                | Stade Luigi-Ferraris Spectateurs : 0 Diffuseur : BeIn Sports Arbitrage : Michael Fabbri | Stade Luigi-Ferraris Spectateurs : 0 Diffuseur : BeIn Sports Arbitrage : Michael Fabbri |

| 21e journée                             | Juventus                                 | 2 - 0   | AS Rome                    |                                                                                     |                                                                                     |
| Samedi 6 février 2021 18h00 CET (UTC+1) | (Morata ) Ronaldo 13e · Ibañez 69e (csc) | (1 - 0) |                            | Juventus Stadium Spectateurs : 0 Diffuseur : BeIn Sports Arbitrage : Daniele Orsato | Juventus Stadium Spectateurs : 0 Diffuseur : BeIn Sports Arbitrage : Daniele Orsato |
| Samedi 6 février 2021 18h00 CET (UTC+1) | Arthur 37e · Ronaldo 62e                 | Rapport | 35e Mancini · 54e Kumbulla | Juventus Stadium Spectateurs : 0 Diffuseur : BeIn Sports Arbitrage : Daniele Orsato | Juventus Stadium Spectateurs : 0 Diffuseur : BeIn Sports Arbitrage : Daniele Orsato |

| 22e journée (Rivalité entre Juventus - Naples) | SSC Naples                    | 1 - 0   | Juventus                                    |                                                                                    |                                                                                    |
| Samedi 13 février 2021 18h00 CET (UTC+1)       | Insigne 31e (pen.)            | (1 - 0) |                                             | Stade San Paolo Spectateurs : 0 Diffuseur : BeIn Sports Arbitrage : Daniele Doveri | Stade San Paolo Spectateurs : 0 Diffuseur : BeIn Sports Arbitrage : Daniele Doveri |
| Samedi 13 février 2021 18h00 CET (UTC+1)       | Di Lorenzo 23e · Bakayoko 56e | Rapport | 30e Chiellini · 45e Cuadrado · 90+3e Rabiot | Stade San Paolo Spectateurs : 0 Diffuseur : BeIn Sports Arbitrage : Daniele Doveri | Stade San Paolo Spectateurs : 0 Diffuseur : BeIn Sports Arbitrage : Daniele Doveri |

| 23e journée                             | Juventus                                             | 3 - 0   | FC Crotone  |                                                                                     |                                                                                     |
| Lundi 22 février 2021 20h45 CET (UTC+1) | (Sandro ) (Ramsey ) Ronaldo 38e 45+1e · McKennie 66e | (2 - 0) |             | Juventus Stadium Spectateurs : 0 Diffuseur : BeIn Sports Arbitrage : Valerio Marini | Juventus Stadium Spectateurs : 0 Diffuseur : BeIn Sports Arbitrage : Valerio Marini |
| Lundi 22 février 2021 20h45 CET (UTC+1) | Ramsey 21e · Danilo 50e · Frabotta 90+1e             | Rapport | 53e Marrone | Juventus Stadium Spectateurs : 0 Diffuseur : BeIn Sports Arbitrage : Valerio Marini | Juventus Stadium Spectateurs : 0 Diffuseur : BeIn Sports Arbitrage : Valerio Marini |

| 24e journée                              | Hellas Vérone                | 1 - 1   | Juventus                 |                                                                                               |                                                                                               |
| Samedi 27 février 2021 20h45 CET (UTC+1) | (Lazović ) Barák 77e         | (0 - 0) | 49e Ronaldo ( Chiesa)    | Stade Marcantonio-Bentegodi Spectateurs : 0 Diffuseur : BeIn Sports Arbitrage : Fabio Maresca | Stade Marcantonio-Bentegodi Spectateurs : 0 Diffuseur : BeIn Sports Arbitrage : Fabio Maresca |
| Samedi 27 février 2021 20h45 CET (UTC+1) | Barák 45+1e · Dawidowicz 90e | Rapport | 18e Ramsey · 33e De Ligt | Stade Marcantonio-Bentegodi Spectateurs : 0 Diffuseur : BeIn Sports Arbitrage : Fabio Maresca | Stade Marcantonio-Bentegodi Spectateurs : 0 Diffuseur : BeIn Sports Arbitrage : Fabio Maresca |

| 25e journée                         | Juventus                                                           | 3 - 0   | Spezia |                                                                                       |                                                                                       |
| Mardi 2 mars 2021 20h45 CET (UTC+1) | (Bernandeschi ) Morata 62e · Chiesa 71e · (Bentancur ) Ronaldo 89e | (0 - 0) |        | Juventus Stadium Spectateurs : 0 Diffuseur : BeIn Sports Arbitrage : Juan Luca Sacchi | Juventus Stadium Spectateurs : 0 Diffuseur : BeIn Sports Arbitrage : Juan Luca Sacchi |
| Mardi 2 mars 2021 20h45 CET (UTC+1) | Frabotta 10e · Demiral 90+6e                                       | Rapport |        | Juventus Stadium Spectateurs : 0 Diffuseur : BeIn Sports Arbitrage : Juan Luca Sacchi | Juventus Stadium Spectateurs : 0 Diffuseur : BeIn Sports Arbitrage : Juan Luca Sacchi |

| 26e journée                          | Juventus                                               | 3 - 1   | Lazio Rome |                                                                                       |                                                                                       |
| Samedi 6 mars 2021 20h45 CET (UTC+1) | (Morata ) Rabiot 39e · (Chiesa ) Morata 57e 60e (pen.) | (1 - 1) | 14e Correa | Juventus Stadium Spectateurs : 0 Diffuseur : BeIn Sports Arbitrage : Juan Luca Sacchi | Juventus Stadium Spectateurs : 0 Diffuseur : BeIn Sports Arbitrage : Juan Luca Sacchi |
| Samedi 6 mars 2021 20h45 CET (UTC+1) |                                                        | Rapport | 80e Acerbi | Juventus Stadium Spectateurs : 0 Diffuseur : BeIn Sports Arbitrage : Juan Luca Sacchi | Juventus Stadium Spectateurs : 0 Diffuseur : BeIn Sports Arbitrage : Juan Luca Sacchi |

| 27e journée                             | Cagliari             | 1 - 3   | Juventus                                         |                                                                                        |                                                                                        |
| Dimanche 14 mars 2021 18h00 CET (UTC+1) | (Zappa ) Simeone 61e | (0 - 3) | 10e 25e (pen.) 32e Ronaldo ( Cuadrado) ( Chiesa) | Sardegna Arena Spectateurs : 0 Diffuseur : BeIn Sports Arbitrage : Gianpaolo Calvarese | Sardegna Arena Spectateurs : 0 Diffuseur : BeIn Sports Arbitrage : Gianpaolo Calvarese |
| Dimanche 14 mars 2021 18h00 CET (UTC+1) |                      | Rapport | 14e Ronaldo · 18e Cuadrado                       | Sardegna Arena Spectateurs : 0 Diffuseur : BeIn Sports Arbitrage : Gianpaolo Calvarese | Sardegna Arena Spectateurs : 0 Diffuseur : BeIn Sports Arbitrage : Gianpaolo Calvarese |

| 28e journée                             | Juventus                           | 0 - 1   | Benevento                                       |                                                                                     |                                                                                     |
| Dimanche 21 mars 2021 15h00 CET (UTC+1) |                                    | (0 - 0) | 69e Gaich                                       | Juventus Stadium Spectateurs : 0 Diffuseur : BeIn Sports Arbitrage : Rosario Abisso | Juventus Stadium Spectateurs : 0 Diffuseur : BeIn Sports Arbitrage : Rosario Abisso |
| Dimanche 21 mars 2021 15h00 CET (UTC+1) | Bernardeschi 17e · Bentancur 90+2e | Rapport | 9e Tuia · 75e Caldirola · 77e Barba · 84e Tello | Juventus Stadium Spectateurs : 0 Diffuseur : BeIn Sports Arbitrage : Rosario Abisso | Juventus Stadium Spectateurs : 0 Diffuseur : BeIn Sports Arbitrage : Rosario Abisso |

| 29e journée (Derby de Turin)           | Torino                                  | 2 - 2   | Juventus                                        |                                                                                             |                                                                                             |
| Samedi 3 avril 2021 18h00 CEST (UTC+2) | Sanabria 27e 46e                        | (1 - 1) | 13e Chiesa ( Chiesa) · 79e Ronaldo ( Chiellini) | Stade olympique de Turin Spectateurs : 0 Diffuseur : BeIn Sports Arbitrage : Michael Fabbri | Stade olympique de Turin Spectateurs : 0 Diffuseur : BeIn Sports Arbitrage : Michael Fabbri |
| Samedi 3 avril 2021 18h00 CEST (UTC+2) | Ansaldi 42e · Rincón 59e · Sanabria 83e | Rapport | 68e Cuadrado · 90+2e Bernardeschi               | Stade olympique de Turin Spectateurs : 0 Diffuseur : BeIn Sports Arbitrage : Michael Fabbri | Stade olympique de Turin Spectateurs : 0 Diffuseur : BeIn Sports Arbitrage : Michael Fabbri |

| 30e journée                               | Juventus                                                        | 3 - 1   | Genoa CFC                                |                                                                                     |                                                                                     |
| Dimanche 11 avril 2021 15h00 CEST (UTC+2) | (Cuadrado ) Kulusevski 4e · (Danilo ) Morata 22e · McKennie 70e | (2 - 0) | 49e Scamacca ( Rovella)                  | Juventus Stadium Spectateurs : 0 Diffuseur : BeIn Sports Arbitrage : Marco Di Bello | Juventus Stadium Spectateurs : 0 Diffuseur : BeIn Sports Arbitrage : Marco Di Bello |
| Dimanche 11 avril 2021 15h00 CEST (UTC+2) | Cuadrado 20e · Kulusevski 37e · Sandro 82e                      | Rapport | 38e Behrami · 53e Rovella · 62e Criscito | Juventus Stadium Spectateurs : 0 Diffuseur : BeIn Sports Arbitrage : Marco Di Bello | Juventus Stadium Spectateurs : 0 Diffuseur : BeIn Sports Arbitrage : Marco Di Bello |

| 31e journée                               | Atalanta Bergame                            | 1 - 0   | Juventus                     |                                                                                                   |                                                                                                   |
| Dimanche 18 avril 2021 15h00 CEST (UTC+2) | (Iličić ) Malinovskyi 87e                   | (0 - 0) |                              | Stadio Atleti Azzurri d'Italia Spectateurs : 0 Diffuseur : BeIn Sports Arbitrage : Daniele Orsato | Stadio Atleti Azzurri d'Italia Spectateurs : 0 Diffuseur : BeIn Sports Arbitrage : Daniele Orsato |
| Dimanche 18 avril 2021 15h00 CEST (UTC+2) | Gosens 79e · Malinovskyi 79e · Djimsiti 82e | Rapport | 73e Bonucci · 90+3e Cuadrado | Stadio Atleti Azzurri d'Italia Spectateurs : 0 Diffuseur : BeIn Sports Arbitrage : Daniele Orsato | Stadio Atleti Azzurri d'Italia Spectateurs : 0 Diffuseur : BeIn Sports Arbitrage : Daniele Orsato |

| 32e journée                               | Juventus                                                        | 3 - 1   | Parme Calcio                |                                                                                       |                                                                                       |
| Mercredi 21 avril 2021 20h45 CEST (UTC+2) | (De Ligt ) (Cuadrado ) Sandro 43e 47e · (Cuadrado ) De Ligt 68e | (1 - 1) | 25e Brugman                 | Juventus Stadium Spectateurs : 0 Diffuseur : BeIn Sports Arbitrage : Piero Giacomelli | Juventus Stadium Spectateurs : 0 Diffuseur : BeIn Sports Arbitrage : Piero Giacomelli |
| Mercredi 21 avril 2021 20h45 CEST (UTC+2) | McKennie 23e · Ronaldo 90+3e                                    | Rapport | 88e Hernani · 90+2e Karamoh | Juventus Stadium Spectateurs : 0 Diffuseur : BeIn Sports Arbitrage : Piero Giacomelli | Juventus Stadium Spectateurs : 0 Diffuseur : BeIn Sports Arbitrage : Piero Giacomelli |

| 33e journée (Rivalité entre Fiorentina - Juventus) | ACF Fiorentina                       | 1 - 1   | Juventus               |                                                                                         |                                                                                         |
| Dimanche 25 avril 2021 15h00 CEST (UTC+2)          | Vlahović 29e (pen.)                  | (1 - 0) | 46e Morata ( Cuadrado) | Stadio Artemio Franchi Spectateurs : 0 Diffuseur : BeIn Sports Arbitrage : Davide Massa | Stadio Artemio Franchi Spectateurs : 0 Diffuseur : BeIn Sports Arbitrage : Davide Massa |
| Dimanche 25 avril 2021 15h00 CEST (UTC+2)          | Igor 40e · Cáceres 61e · Biraghi 88e | Rapport | 52e De Ligt            | Stadio Artemio Franchi Spectateurs : 0 Diffuseur : BeIn Sports Arbitrage : Davide Massa | Stadio Artemio Franchi Spectateurs : 0 Diffuseur : BeIn Sports Arbitrage : Davide Massa |

| 34e journée                            | Udinese                                | 1 - 2   | Juventus                         |                                                                                 |                                                                                 |
| Dimanche 2 mai 2021 18h00 CEST (UTC+2) | (De Paul ) Molina 10e                  | (1 - 0) | 83e (pen.) 89e Ronaldo ( Rabiot) | Stade Friuli Spectateurs : 0 Diffuseur : BeIn Sports Arbitrage : Daniele Chiffi | Stade Friuli Spectateurs : 0 Diffuseur : BeIn Sports Arbitrage : Daniele Chiffi |
| Dimanche 2 mai 2021 18h00 CEST (UTC+2) | Arslan 44e · Pereyra 55e · De Paul 83e | Rapport |                                  | Stade Friuli Spectateurs : 0 Diffuseur : BeIn Sports Arbitrage : Daniele Chiffi | Stade Friuli Spectateurs : 0 Diffuseur : BeIn Sports Arbitrage : Daniele Chiffi |

| 35e journée (Juventus Turin – AC Milan) | Juventus                   | 0 - 3   | AC Milan                                                        |                                                                                   |                                                                                   |
| Dimanche 9 mai 2021 20h45 CEST (UTC+2)  |                            | (0 - 1) | 45+1e Brahim · 78e Rebić ( Bennacer) · 82e Tomori ( Çalhanoğlu) | Juventus Stadium Spectateurs : 0 Diffuseur : BeIn Sports Arbitrage : Paolo Valeri | Juventus Stadium Spectateurs : 0 Diffuseur : BeIn Sports Arbitrage : Paolo Valeri |
| Dimanche 9 mai 2021 20h45 CEST (UTC+2)  | Chiesa 53e · Chiellini 57e | Rapport | 59e Brahim · 76e Saelemaekers                                   | Juventus Stadium Spectateurs : 0 Diffuseur : BeIn Sports Arbitrage : Paolo Valeri | Juventus Stadium Spectateurs : 0 Diffuseur : BeIn Sports Arbitrage : Paolo Valeri |

| 36e journée                             | US Sassuolo                | 1 - 3   | Juventus                                                                | | |
| Mercredi 12 mai 2021 20h45 CEST (UTC+2) | (Locatelli ) Raspadori 59e | (0 - 2) | 28e Rabiot ( Chiesa) · 45e Ronaldo ( Rabiot) · 66e Dybala ( Kulusevski) | Mapei Stadium - Città del Tricolore Spectateurs : 0 Diffuseur : BeIn Sports Arbitrage : Piero Giacomelli | Mapei Stadium - Città del Tricolore Spectateurs : 0 Diffuseur : BeIn Sports Arbitrage : Piero Giacomelli |
| Mercredi 12 mai 2021 20h45 CEST (UTC+2) | Marlon 18e                 | Rapport | 24e Danilo · 33e Chiesa                                                 | Mapei Stadium - Città del Tricolore Spectateurs : 0 Diffuseur : BeIn Sports Arbitrage : Piero Giacomelli | Mapei Stadium - Città del Tricolore Spectateurs : 0 Diffuseur : BeIn Sports Arbitrage : Piero Giacomelli |

| 37e journée (Derby d'Italie)          | Juventus                                                           | 3 - 2   | Inter Milan                                                    |                                                                                          |                                                                                          |
| Samedi 15 mai 2021 18h00 CEST (UTC+2) | Ronaldo 24e · Cuadrado 45+3e 88e (pen.)                            | (2 - 1) | 35e (pen.) Lukaku · 83e (csc) Chiellini                        | Juventus Stadium Spectateurs : 0 Diffuseur : BeIn Sports Arbitrage : Gianpaolo Calvarese | Juventus Stadium Spectateurs : 0 Diffuseur : BeIn Sports Arbitrage : Gianpaolo Calvarese |
| Samedi 15 mai 2021 18h00 CEST (UTC+2) | Kulusevski 13e · Bentancur 20e, 55e · Chiellini 85e · Cuadrado 90e | Rapport | 23e Darmian · 74e Martínez · 77e Bastoni · 88e, 90+2e Brozović | Juventus Stadium Spectateurs : 0 Diffuseur : BeIn Sports Arbitrage : Gianpaolo Calvarese | Juventus Stadium Spectateurs : 0 Diffuseur : BeIn Sports Arbitrage : Gianpaolo Calvarese |

| 38e journée                             | Bologne FC              | 1 - 4   | Juventus                                                                    |                                                                                         |                                                                                         |
| Dimanche 23 mai 2021 20h45 CEST (UTC+2) | (Palacio ) Orsolini 85e | (0 - 3) | 6e Chiesa · 29e 47e Morata ( Dybala) ( Szczęsny) · 45e Rabiot ( Kulusevski) | Stadio Renato Dall'Ara Spectateurs : 0 Diffuseur : BeIn Sports Arbitrage : Paolo Valeri | Stadio Renato Dall'Ara Spectateurs : 0 Diffuseur : BeIn Sports Arbitrage : Paolo Valeri |
| Dimanche 23 mai 2021 20h45 CEST (UTC+2) | Medel 44e               | Rapport | 37e Morata · 65e McKennie                                                   | Stadio Renato Dall'Ara Spectateurs : 0 Diffuseur : BeIn Sports Arbitrage : Paolo Valeri | Stadio Renato Dall'Ara Spectateurs : 0 Diffuseur : BeIn Sports Arbitrage : Paolo Valeri |

#### Évolution du classement et des résultats
| Journée  | 1  | 2  | 3  | 4  | 5  | 6  | 7  | 8  | 9  | 10 | 11 | 12 | 13 | 14 | 15 | 16 | 17 | 18 | 19 | 20 | 21 | 22 | 23 | 24 | 25 | 26 | 27 | 28 | 29 | 30 | 31 | 32 | 33 | 34 | 35 | 36 | 37 | 38 |
| -------- | -- | -- | -- | -- | -- | -- | -- | -- | -- | -- | -- | -- | -- | -- | -- | -- | -- | -- | -- | -- | -- | -- | -- | -- | -- | -- | -- | -- | -- | -- | -- | -- | -- | -- | -- | -- | -- | -- |
| Résultat | V  | N  | V  | N  | N  | V  | N  | V  | N  | V  | V  | N  | V  | D  | V  | V  | V  | D  | V  | V  | V  | D  | V  | N  | V  | V  | V  | D  | N  | V  | D  | V  | N  | V  | D  | V  | V  | V  |
| Rang     | 3e | 6e | 4e | 5e | 5e | 3e | 5e | 4e | 4e | 4e | 4e | 3e | 4e | 6e | 5e | 4e | 4e | 5e | 4e | 4e | 3e | 4e | 3e | 3e | 3e | 3e | 3e | 3e | 4e | 3e | 4e | 4e | 4e | 3e | 5e | 5e | 5e | 4e |

### Coupe d'Italie

#### Compositions de l'équipe
| Match                                | Joueurs titulaires | Joueurs entrés en cours de jeu                                      |                                 | Match | Joueurs titulaires                                                     | Joueurs entrés en cours de jeu |
| ------------------------------------ | --- | ------------------------------------------------------------------- | ------------------------------- | --- | ---------------------------------------------------------------------- | ------------------------------ |
| Juventus FC - Genoa CFC 3-4-2-1      | Buffon Drăgușin - Demiral (65e) - Chiellini (65e) Wesley (88e) - Arthur - Bentancur (46e) - Bernardeschi Kulusevski - Portanova (77e) Morata | Rabiot (46e) Bonucci (65e) Danilo (65e) Rafia (77e) Ronaldo (88e)   | Juventus FC - SPAL 4-4-2        | Buffon Drăgușin - Demiral (83e) - De Ligt - Frabotta (67e) Bernardeschi (46e) - Fagioli (87e) - Rabiot - Ramsey Kulusevski (65e) - Morata (67e) | Di Pardo (46e) Chiesa (67e) Danilo (67e) Da Graca (83e) McKennie (87e) |                                |
|                                      | |                                                                     |                                 | |                                                                        |                                |
| Inter Milan - Juventus FC 4-4-2      | Buffon Cuadrado - Demiral - De Ligt - Sandro McKennie (90e) - Bentancur (76e) - Rabiot - Bernardeschi (69e) Kulusevski (90e) - Ronaldo (77e) | Danilo (69e) Arthur (76e) Morata (77e) Chiellini (90e) Chiesa (90e) | Juventus FC - Inter Milan 4-4-2 | Buffon Danilo - De Ligt - Demiral - Sandro Cuadrado (81e) - Bentancur - Rabiot - Bernardeschi (63e) Kulusevski (87e) - Ronaldo                  | McKennie (63e) Chiellini (81e) Chiesa (87e)                            |                                |
|                                      | |                                                                     |                                 | |                                                                        |                                |
| Atalanta Bergame - Juventus FC 4-4-2 | Buffon Cuadrado - De Ligt - Chiellini - Danilo McKennie - Bentancur - Rabiot - Chiesa (74e) Ronaldo - Kulusevski (83e)                       | Dybala (74e) Bonucci (83e)                                          |                                 | |                                                                        |                                |

#### Matchs
| 16e Finale                                 | Juventus                                                                     | 3 - 2   | Genoa CFC                                                                   |                                                                                  |                                                                                  |
| Mercredi 13 janvier 2021 20h45 CET (UTC+1) | (Chiellini ) Kulusevski 2e · (Kulusevski ) Morata 23e · (Morata ) Rafia 105e | (2 - 1) | 28e Czyborra ( Goldaniga) · 74e Melegoni ( Ghiglione)                       | Juventus Stadium Spectateurs : 0 Diffuseur : Canale 5 Arbitrage : Daniele Chiffi | Juventus Stadium Spectateurs : 0 Diffuseur : Canale 5 Arbitrage : Daniele Chiffi |
| Mercredi 13 janvier 2021 20h45 CET (UTC+1) | Bentancur 25e · Bernardeschi 120+1e                                          | Rapport | 29e Dumbravanu · 41e Ghiglione · 90+2e Goldaniga · 116e Bani · 119e Rovella | Juventus Stadium Spectateurs : 0 Diffuseur : Canale 5 Arbitrage : Daniele Chiffi | Juventus Stadium Spectateurs : 0 Diffuseur : Canale 5 Arbitrage : Daniele Chiffi |

| Quart de Finale                            | Juventus                                                                                             | 4 - 0   | SPAL                       |                                                                                 |                                                                                 |
| Mercredi 27 janvier 2021 20h45 CET (UTC+1) | Morata 16e (pen.) · (Kulusevski ) Frabotta 33e · (Chiesa ) Kulusevski 78e · (Da Graca ) Chiesa 90+4e | (2 - 0) |                            | Juventus Stadium Spectateurs : 0 Diffuseur : Canale 5 Arbitrage : Ivano Pezzuto | Juventus Stadium Spectateurs : 0 Diffuseur : Canale 5 Arbitrage : Ivano Pezzuto |
| Mercredi 27 janvier 2021 20h45 CET (UTC+1) | Chiesa 81e · Rabiot 85e                                                                              | Rapport | 50e Sernicola · 80e Valoti | Juventus Stadium Spectateurs : 0 Diffuseur : Canale 5 Arbitrage : Ivano Pezzuto | Juventus Stadium Spectateurs : 0 Diffuseur : Canale 5 Arbitrage : Ivano Pezzuto |

| Demi-Finale (Match Aller)              | Inter Milan                           | 1 - 2   | Juventus                                                                           |                                                                               |                                                                               |
| Mardi 2 février 2021 20h45 CET (UTC+1) | (Barella ) Martínez 9e                | (1 - 2) | 26e (pen.) 35e Ronaldo                                                             | San Siro Spectateurs : 0 Diffuseur : Canale 5 Arbitrage : Gianpaolo Calvarese | San Siro Spectateurs : 0 Diffuseur : Canale 5 Arbitrage : Gianpaolo Calvarese |
| Mardi 2 février 2021 20h45 CET (UTC+1) | Young 25e · Vidal 38e · Sánchez 90+2e | Rapport | 14e Demiral · 32e Sandro · 45+3e Ronaldo · 47e De Ligt · 86e Arthur · 90+4e Morata | San Siro Spectateurs : 0 Diffuseur : Canale 5 Arbitrage : Gianpaolo Calvarese | San Siro Spectateurs : 0 Diffuseur : Canale 5 Arbitrage : Gianpaolo Calvarese |

| Demi-Finale (Match Retour)             | Juventus   | 0 - 0   | Inter Milan                              |                                                                                    |                                                                                    |
| Mardi 9 février 2021 20h45 CET (UTC+1) |            | (0 - 0) |                                          | Juventus Stadium Spectateurs : 0 Diffuseur : Canale 5 Arbitrage : Maurizio Mariani | Juventus Stadium Spectateurs : 0 Diffuseur : Canale 5 Arbitrage : Maurizio Mariani |
| Mardi 9 février 2021 20h45 CET (UTC+1) | Sandro 25e | Rapport | 13e Darmian · 65e Perišić · 73e Brozović | Juventus Stadium Spectateurs : 0 Diffuseur : Canale 5 Arbitrage : Maurizio Mariani | Juventus Stadium Spectateurs : 0 Diffuseur : Canale 5 Arbitrage : Maurizio Mariani |

| Finale                                  | Atalanta Bergame                                                                  | 1 - 2   | Juventus                                              | | |
| Mercredi 19 mai 2021 21h00 CEST (UTC+2) | (Hateboer ) Malinovskyi 41e                                                       | (1 - 1) | 31e Kulusevski ( McKennie) · 73e Chiesa ( Kulusevski) | Mapei Stadium - Città del Tricolore Spectateurs : 4 300 Diffuseur : Canale 5 Arbitrage : Davide Massa | Mapei Stadium - Città del Tricolore Spectateurs : 4 300 Diffuseur : Canale 5 Arbitrage : Davide Massa |
| Mercredi 19 mai 2021 21h00 CEST (UTC+2) | Malinovskyi 36e · Romero 78e · Freuler 85e · De Roon 88e · Tolói 88e · Iličić 89e | Rapport | 27e Chiellini · 40e De Ligt                           | Mapei Stadium - Città del Tricolore Spectateurs : 4 300 Diffuseur : Canale 5 Arbitrage : Davide Massa | Mapei Stadium - Città del Tricolore Spectateurs : 4 300 Diffuseur : Canale 5 Arbitrage : Davide Massa |

### Supercoupe d'Italie
| Match                          | Joueurs titulaires | Joueurs entrés en cours de jeu               |
| ------------------------------ | --- | -------------------------------------------- |
| Juventus FC - SSC Napoli 4-4-2 | Szczęsny Cuadrado - Bonucci - Chiellini - Danilo McKennie - Arthur - Bentancur (84e) - Chiesa (46e) Kulusevski (84e) - Ronaldo | Bernardeschi (46e) Morata (84e) Rabiot (84e) |

| Finale                                     | Juventus                               | 2 - 0   | SSC Napoli    |                                                                                                   |                                                                                                   |
| Mercredi 20 janvier 2021 21h00 CET (UTC+1) | Ronaldo 64e · (Cuadrado ) Morata 90+5e | (0 - 0) |               | Mapei Stadium - Città del Tricolore Spectateurs : 0 Diffuseur : Canale 5 Arbitrage : Paolo Valeri | Mapei Stadium - Città del Tricolore Spectateurs : 0 Diffuseur : Canale 5 Arbitrage : Paolo Valeri |
| Mercredi 20 janvier 2021 21h00 CET (UTC+1) | Ronaldo 74e                            | Rapport | 89e Zieliński | Mapei Stadium - Città del Tricolore Spectateurs : 0 Diffuseur : Canale 5 Arbitrage : Paolo Valeri | Mapei Stadium - Città del Tricolore Spectateurs : 0 Diffuseur : Canale 5 Arbitrage : Paolo Valeri |

### Ligue des champions

#### Phase de Groupes
| Rang | Équipe         | Pts | J | G | N | P | Bp | Bc | Diff |  | Résultats (▼ dom., ► ext.) |     |     |     |     |
| ---- | -------------- | --- | - | - | - | - | -- | -- | ---- |  | -------------------------- | --- | --- | --- | --- |
| 1    | Juventus FC    | 15  | 6 | 5 | 0 | 1 | 14 | 4  | +10  |  | Juventus FC                |     | 0-2 | 3-0 | 2-1 |
| 2    | FC Barcelone   | 15  | 6 | 5 | 0 | 1 | 16 | 5  | +11  |  | FC Barcelone               | 0-3 |     | 2-1 | 5-1 |
| 3    | Dynamo Kiev    | 4   | 6 | 1 | 1 | 4 | 4  | 13 | -9   |  | Dynamo Kiev                | 0-2 | 0-4 |     | 1-0 |
| 4    | Ferencváros TC | 1   | 6 | 0 | 1 | 5 | 5  | 17 | -12  |  | Ferencváros TC             | 1-4 | 0-3 | 2-2 |     |

##### Compositions de l'équipe (phase de groupes)
| Match                              | Joueurs titulaires | Joueurs entrés en cours de jeu                                                |                                    | Match | Joueurs titulaires                                                        | Joueurs entrés en cours de jeu |
| ---------------------------------- | --- | ----------------------------------------------------------------------------- | ---------------------------------- | --- | ------------------------------------------------------------------------- | ------------------------------ |
| Dynamo Kiev - Juventus FC 4-4-1-1  | Szczęsny Cuadrado - Bonucci - Chiellini (19e) - Danilo Kulusevski (56e) - Bentancur (79e) - Rabiot - Chiesa Ramsey (79e) Morata     | Demiral (19e) Dybala (56e) Arthur (79e) Bernardeschi (79e)                    | Juventus FC - FC Barcelone 4-2-3-1 | Szczęsny Cuadrado - Bonucci - Danilo Bentancur (83e) - Rabiot (83e) Kulusevski (75e) - Dybala - Chiesa Morata                             | McKennie (75e) Arthur (83e) Bernardeschi (83e)                            |                                |
|                                    | |                                                                               |                                    | |                                                                           |                                |
| Ferencváros TC - Juventus FC 4-3-3 | Szczęsny Cuadrado (76e) - Bonucci - Chiellini - Danilo Ramsey (53e) - Arthur (46e) - Rabiot Ronaldo - Morata (67e) - Chiesa (76e)   | Bentancur (46e) McKennie (53e) Dybala (67e) Frabotta (76e) Bernardeschi (76e) | Juventus FC - Ferencváros TC 4-4-2 | Szczęsny Cuadrado - Danilo - De Ligt - Sandro McKennie (62e) - Bentancur (83e) - Arthur (82e) - Bernardeschi (62e) Dybala (62e) - Ronaldo | Morata (62e) Chiesa (62e) Kulusevski (62e) Ramsey (82e) Rabiot (83e)      |                                |
|                                    | |                                                                               |                                    | |                                                                           |                                |
| Juventus FC - Dynamo Kiev 3-5-2    | Szczęsny Demiral (69e) - Bonucci (62e) - De Ligt Chiesa (76e) - McKennie - Ramsey (62e) - Bentancur (76e) - Sandro Ronaldo - Morata | Danilo (62e) Bernardeschi (62e) Drăgușin (69e) Kulusevski (76e) Arthur (76e)  | FC Barcelone - Juventus FC 3-5-2   | Buffon Danilo - Bonucci - De Ligt Cuadrado (85e) - McKennie - Arthur (71e) - Ramsey (71e) - Sandro Morata (85e) - Ronaldo (90e)           | Bentancur (71e) Rabiot (71e) Bernardeschi (85e) Dybala (85e) Chiesa (90e) |                                |

##### Matchs
| 1re journée                      | Dynamo Kiev | 0 - 2   | Juventus FC                                | | |
| Mardi 20 octobre 2020 18h55 CEST |             | (0 - 0) | 46e 84e Morata ( Cuadrado)                 | Stade olympique de Kiev Spectateurs : 14 850 Diffuseur : RMC Sport Arbitrage : Ovidiu Hategan Arbitre vidéo : Bastian Dankert | Stade olympique de Kiev Spectateurs : 14 850 Diffuseur : RMC Sport Arbitrage : Ovidiu Hategan Arbitre vidéo : Bastian Dankert |
| Mardi 20 octobre 2020 18h55 CEST |             | Rapport | 45e Bentancur · 50e Cuadrado · 59e Demiral | Stade olympique de Kiev Spectateurs : 14 850 Diffuseur : RMC Sport Arbitrage : Ovidiu Hategan Arbitre vidéo : Bastian Dankert | Stade olympique de Kiev Spectateurs : 14 850 Diffuseur : RMC Sport Arbitrage : Ovidiu Hategan Arbitre vidéo : Bastian Dankert |

| 2e journée                         | Juventus FC                                                     | 0 - 2   | FC Barcelone                              | | |
| Mercredi 28 octobre 2020 21h00 CET |                                                                 | (0 - 1) | 14e Dembélé ( Messi) · 90+1e (pen.) Messi | Juventus Stadium Spectateurs : 0 Diffuseur : RMC Sport Arbitrage : Danny Makkelie Arbitre vidéo : Kevin Blom | Juventus Stadium Spectateurs : 0 Diffuseur : RMC Sport Arbitrage : Danny Makkelie Arbitre vidéo : Kevin Blom |
| Mercredi 28 octobre 2020 21h00 CET | Kulusevski 45+3e · Demiral 70e, 85e · Cuadrado 74e · Rabiot 79e | Rapport | 60e Roberto                               | Juventus Stadium Spectateurs : 0 Diffuseur : RMC Sport Arbitrage : Danny Makkelie Arbitre vidéo : Kevin Blom | Juventus Stadium Spectateurs : 0 Diffuseur : RMC Sport Arbitrage : Danny Makkelie Arbitre vidéo : Kevin Blom |

| 3e journée                         | Ferencváros TC | 1 - 4   | Juventus FC                                                         | | |
| Mercredi 4 novembre 2020 21h00 CET | Boli 90e       | (0 - 1) | 7e 60e Morata ( Cuadrado) ( Ronaldo) · 73e Dybala · 81e (csc) Dvali | Stade Ferenc-Puskás Spectateurs : 18 531 Diffuseur : RMC Sport Arbitrage : Orel Grinfeld Arbitre vidéo : Bastian Dankert | Stade Ferenc-Puskás Spectateurs : 18 531 Diffuseur : RMC Sport Arbitrage : Orel Grinfeld Arbitre vidéo : Bastian Dankert |
| Mercredi 4 novembre 2020 21h00 CET | Botka 19e      | Rapport |                                                                     | Stade Ferenc-Puskás Spectateurs : 18 531 Diffuseur : RMC Sport Arbitrage : Orel Grinfeld Arbitre vidéo : Bastian Dankert | Stade Ferenc-Puskás Spectateurs : 18 531 Diffuseur : RMC Sport Arbitrage : Orel Grinfeld Arbitre vidéo : Bastian Dankert |

| 4e journée                       | Juventus FC                                        | 2 - 1   | Ferencváros TC | | |
| Mardi 24 novembre 2020 21h00 CET | (Cuadrado ) Ronaldo 35e · (Cuadrado ) Morata 90+2e | (1 - 1) | 19e Uzuni      | Juventus Stadium Spectateurs : 0 Diffuseur : RMC Sport Arbitrage : Daniel Siebert Arbitre vidéo : Marco Fritz | Juventus Stadium Spectateurs : 0 Diffuseur : RMC Sport Arbitrage : Daniel Siebert Arbitre vidéo : Marco Fritz |
| Mardi 24 novembre 2020 21h00 CET | Danilo 80e · Chiesa 90+3e                          | Rapport | 67e Sigér      | Juventus Stadium Spectateurs : 0 Diffuseur : RMC Sport Arbitrage : Daniel Siebert Arbitre vidéo : Marco Fritz | Juventus Stadium Spectateurs : 0 Diffuseur : RMC Sport Arbitrage : Daniel Siebert Arbitre vidéo : Marco Fritz |

| 5e journée                         | Juventus FC                                                         | 3 - 0   | Dynamo Kiev                   | | |
| Mercredi 2 décembre 2020 21h00 CET | (Sandro ) Chiesa 21e · (Morata ) Ronaldo 57e · (Chiesa ) Morata 66e | (1 - 0) |                               | Juventus Stadium Spectateurs : 0 Diffuseur : RMC Sport Arbitrage : Stéphanie Frappart Arbitre vidéo : Benoît Millot | Juventus Stadium Spectateurs : 0 Diffuseur : RMC Sport Arbitrage : Stéphanie Frappart Arbitre vidéo : Benoît Millot |
| Mercredi 2 décembre 2020 21h00 CET | Bentancur 10e                                                       | Rapport | 27e Zabarnyi · 81e Chaparenko | Juventus Stadium Spectateurs : 0 Diffuseur : RMC Sport Arbitrage : Stéphanie Frappart Arbitre vidéo : Benoît Millot | Juventus Stadium Spectateurs : 0 Diffuseur : RMC Sport Arbitrage : Stéphanie Frappart Arbitre vidéo : Benoît Millot |

| 6e journée                      | FC Barcelone                                    | 0 - 3   | Juventus                                                 | | |
| Mardi 8 décembre 2020 21h00 CET |                                                 | (0 - 2) | 13e (pen.) 52e (pen.) Ronaldo · 20e McKennie ( Cuadrado) | Camp Nou Spectateurs : 0 Diffuseur : RMC Sport Arbitrage : Tobias Stieler Arbitre vidéo : Bastian Dankert | Camp Nou Spectateurs : 0 Diffuseur : RMC Sport Arbitrage : Tobias Stieler Arbitre vidéo : Bastian Dankert |
| Mardi 8 décembre 2020 21h00 CET | Alba 27e · Lenglet 31e · Umtiti 60e · Firpo 78e | Rapport | 54e Morata · 69e Danilo                                  | Camp Nou Spectateurs : 0 Diffuseur : RMC Sport Arbitrage : Tobias Stieler Arbitre vidéo : Bastian Dankert | Camp Nou Spectateurs : 0 Diffuseur : RMC Sport Arbitrage : Tobias Stieler Arbitre vidéo : Bastian Dankert |

#### Phase Finale

##### Compositions de l'équipe (phase finale)
| Match                        | Joueurs titulaires | Joueurs entrés en cours de jeu          |                              | Match | Joueurs titulaires                                                 | Joueurs entrés en cours de jeu |
| ---------------------------- | --- | --------------------------------------- | ---------------------------- | --- | ------------------------------------------------------------------ | ------------------------------ |
| FC Porto - Juventus FC 4-4-2 | Szczęsny Danilo - De Ligt - Chiellini (35e) - Sandro Chiesa - Bentancur - Rabiot - McKennie (63e) Kulusevski (77e) - Ronaldo | Demiral (35e) Morata (63e) Ramsey (77e) | Juventus FC - FC Porto 4-4-2 | Szczęsny Cuadrado - Demiral - Bonucci (75e) - Sandro Ramsey (75e) - Rabiot - Arthur (102e) - Chiesa (102e) Morata - Ronaldo | De Ligt (75e) McKennie (75e) Kulusevski (102e) Bernardeschi (102e) |                                |

##### Matchs
| Huitième de Finale (Aller)         | FC Porto                         | 2 - 1   | Juventus                                | | |
| Mercredi 17 février 2021 20h00 WET | Taremi 2e · (Manafá ) Marega 46e | (1 - 0) | 82e Chiesa ( Rabiot)                    | Stade du Dragon Spectateurs : 0 Diffuseur : RMC Sport Arbitrage : Carlos del Cerro Grande Arbitre vidéo : Alejandro Hernández | Stade du Dragon Spectateurs : 0 Diffuseur : RMC Sport Arbitrage : Carlos del Cerro Grande Arbitre vidéo : Alejandro Hernández |
| Mercredi 17 février 2021 20h00 WET |                                  | Rapport | 81e Danilo · 87e Demiral · 90+2e Sandro | Stade du Dragon Spectateurs : 0 Diffuseur : RMC Sport Arbitrage : Carlos del Cerro Grande Arbitre vidéo : Alejandro Hernández | Stade du Dragon Spectateurs : 0 Diffuseur : RMC Sport Arbitrage : Carlos del Cerro Grande Arbitre vidéo : Alejandro Hernández |

| Huitième de Finale (Retour) | Juventus                                                            | 3 - 2   | FC Porto                                                      | | |
| Mardi 9 mars 2021 21h00 CET | (Ronaldo ) (Cuadrado ) Chiesa 49e 63e · (Bernardeschi ) Rabiot 117e | (0 - 1) | 19e (pen.) 115e Oliveira                                      | Juventus Stadium Spectateurs : 0 Diffuseur : RMC Sport Arbitrage : Björn Kuipers Arbitre vidéo : Pol van Boekel | Juventus Stadium Spectateurs : 0 Diffuseur : RMC Sport Arbitrage : Björn Kuipers Arbitre vidéo : Pol van Boekel |
| Mardi 9 mars 2021 21h00 CET | Chiesa 90+3e · Cuadrado 92e · Bernardeschi 103e · Rabiot 114e       | Rapport | 45+2e Otávio · 52e, 54e Taremi · 97e Oliveira · 120+2e Mbemba | Juventus Stadium Spectateurs : 0 Diffuseur : RMC Sport Arbitrage : Björn Kuipers Arbitre vidéo : Pol van Boekel | Juventus Stadium Spectateurs : 0 Diffuseur : RMC Sport Arbitrage : Björn Kuipers Arbitre vidéo : Pol van Boekel |

## Statistiques

### Statistiques collectives
| Compétition         | Premier Match     | Dernier Match   | Débute au tour   | Termine            | Matches joués | Gagnés | Nuls | Perdus | Buts pour | Buts contre | Différence |
| ------------------- | ----------------- | --------------- | ---------------- | ------------------ | ------------- | ------ | ---- | ------ | --------- | ----------- | ---------- |
| Serie A             | 20 septembre 2020 | 23 mai 2021     | 1re journée      | Quatrième          | 38            | 23     | 9    | 6      | 77        | 38          | +39        |
| Coppa Italia        | 13 janvier 2021   | 19 mai 2021     | 16e Finale       | Vainqueur          | 5             | 4      | 1    | 0      | 11        | 4           | +7         |
| Supercoppa Italiana | 20 janvier 2021   | 20 janvier 2021 | Finale           | Vainqueur          | 1             | 1      | 0    | 0      | 2         | 0           | +2         |
| Ligue des Champions | 20 octobre 2020   | 9 mars 2021     | Phase de groupes | Huitième de Finale | 8             | 6      | 0    | 2      | 18        | 8           | +10        |
| Total               | -                 | -               | -                | -                  | 52            | 34     | 10   | 8      | 108       | 50          | +58        |

### Statistiques individuelles
| : Le ou les joueur(s) ayant joué le plus de matchs. : Le ou les joueur(s) ayant marqué le plus de buts. : Le ou les joueur(s) ayant fait le plus de passes décisives. |

|       | But inscrit | Passe décisive | Averti | Carton rouge |    | But inscrit | Passe décisive | Averti | Carton rouge |   | But inscrit | Passe décisive | Averti | Carton rouge |    | But inscrit | Passe décisive | Averti | Carton rouge |   | But inscrit | Passe décisive | Averti | Carton rouge |    |    |   |
| 1     |             | Szczęsny       | 30     | -            | -  | -           | -              | -      | -            | - | -           | -              | 7      | -            | -  | -           | -              | 1      | -            | - | -           | -              | 38     | -            | -  | -  | - |
| 3     |             | Chiellini      | 17     | -            | 1  | 4           | -              | 4      | -            | 1 | 1           | -              | 3      | -            | -  | -           | -              | 1      | -            | - | -           | -              | 25     | -            | 2  | 5  | - |
| 4     |             | De Ligt        | 25     | 1            | 1  | 4           | -              | 4      | -            | - | 2           | -              | 5      | -            | -  | 1           | -              | -      | -            | - | -           | -              | 36     | 1            | 1  | 7  | - |
| 5     |             | Arthur         | 22     | 1            | -  | 3           | -              | 2      | -            | - | 1           | -              | 7      | -            | -  | -           | -              | 1      | -            | - | -           | -              | 32     | 1            | -  | 4  | - |
| 7     |             | Ronaldo        | 33     | 29           | 3  | 3           | -              | 4      | 3            | 2 | 1           | -              | 6      | 4            | 2  | -           | -              | 1      | 1            | 1 | 1           | -              | 44     | 36           | 8  | 5  | - |
| 8     |             | Ramsey         | 22     | 2            | 4  | 2           | -              | 1      | -            | - | -           | -              | 7      | -            | -  | 1           | -              | -      | -            | - | -           | -              | 30     | 2            | 4  | 3  | - |
| 9     |             | Morata         | 32     | 11           | 9  | 3           | 1              | 3      | 2            | 1 | 1           | -              | 8      | 6            | 1  | 1           | -              | 1      | 1            | - | -           | -              | 44     | 20           | 11 | 5  | 1 |
| 10    |             | Dybala         | 20     | 4            | 3  | -           | -              | 1      | -            | - | -           | -              | 5      | 1            | -  | -           | -              | 1      | 1            | - | -           | -              | 26     | 5            | 3  | -  | - |
| 12    |             | Sandro         | 26     | 2            | 1  | 2           | -              | 3      | -            | - | 2           | -              | 5      | -            | 1  | 1           | -              | -      | -            | - | -           | -              | 34     | 2            | 2  | 5  | - |
| 13    |             | Danilo         | 34     | 1            | 4  | 6           | -              | 4      | -            | - | -           | -              | 7      | -            | -  | 3           | -              | 1      | -            | - | -           | -              | 46     | 1            | 4  | 9  | - |
| 14    |             | McKennie       | 34     | 5            | 2  | 5           | -              | 4      | -            | - | -           | -              | 7      | 1            | -  | -           | -              | 1      | -            | - | -           | -              | 46     | 6            | 3  | 5  | - |
| 16    |             | Cuadrado       | 30     | 2            | 10 | 9           | 1              | 3      | -            | - | -           | -              | 6      | -            | 6  | 3           | -              | 1      | -            | 1 | -           | -              | 40     | 2            | 17 | 12 | 1 |
| 19    |             | Bonucci        | 26     | 2            | -  | 4           | -              | 2      | -            | - | -           | -              | 6      | -            | -  | -           | -              | 1      | -            | - | -           | -              | 35     | 2            | -  | 4  | - |
| 22    |             | Chiesa         | 30     | 8            | 8  | 3           | 1              | 4      | 2            | 1 | 1           | -              | 8      | 4            | 1  | 2           | -              | 1      | -            | - | -           | -              | 43     | 14           | 10 | 6  | 1 |
| 25    |             | Rabiot         | 34     | 4            | 2  | 5           | 1              | 5      | -            | - | 1           | -              | 7      | 1            | 1  | 2           | -              | 1      | -            | - | -           | -              | 47     | 5            | 3  | 8  | 1 |
| 28    |             | Demiral        | 15     | -            | 1  | 1           | -              | 4      | -            | - | 1           | -              | 5      | -            | -  | 2           | 1              | -      | -            | - | -           | -              | 24     | -            | 1  | 4  | 1 |
| 30    |             | Bentancur      | 33     | -            | 4  | 6           | 1              | 4      | -            | - | 1           | -              | 7      | -            | -  | 2           | -              | 1      | -            | - | -           | -              | 45     | -            | 4  | 9  | 1 |
| 31    |             | Pinsoglio      | 1      | -            | -  | -           | 1              | -      | -            | - | -           | -              | -      | -            | -  | -           | -              | -      | -            | - | -           | -              | 1      | -            | -  | -  | 1 |
| 33    |             | Bernardeschi   | 27     | -            | 2  | 3           | -              | 4      | -            | - | 1           | -              | 7      | -            | 1  | 1           | -              | 1      | -            | - | -           | -              | 39     | -            | 3  | 5  | - |
| 34    |             | Da Graca       | -      | -            | -  | -           | -              | -      | -            | - | -           | -              | 1      | -            | -  | -           | -              | -      | -            | - | -           | -              | 1      | -            | -  | -  | - |
| 36    |             | Di Pardo       | 4      | -            | -  | -           | -              | 1      | -            | - | -           | -              | -      | -            | -  | -           | -              | -      | -            | - | -           | -              | 5      | -            | -  | -  | - |
| 37    |             | Drăgușin       | 1      | -            | -  | -           | -              | 2      | -            | - | -           | -              | 1      | -            | -  | -           | -              | -      | -            | - | -           | -              | 4      | -            | -  | -  | - |
| 39    |             | Frabotta       | 15     | -            | 1  | 5           | -              | 1      | 1            | - | -           | -              | 1      | -            | -  | -           | -              | -      | -            | - | -           | -              | 17     | 1            | 1  | 5  | - |
| 40    |             | Vrioni         | 1      | -            | -  | -           | -              | -      | -            | - | -           | -              | -      | -            | -  | -           | -              | -      | -            | - | -           | -              | 1      | -            | -  | -  | - |
| 41    |             | Fagioli        | 1      | -            | -  | -           | -              | 1      | -            | - | -           | -              | -      | -            | -  | -           | -              | -      | -            | - | -           | -              | 2      | -            | -  | -  | - |
| 44    |             | Kulusevski     | 35     | 4            | 3  | 7           | -              | 5      | 3            | 3 | -           | -              | 6      | -            | -  | 1           | -              | 1      | -            | - | -           | -              | 47     | 7            | 6  | 8  | - |
| 50    |             | Rafia          | -      | -            | -  | -           | -              | 1      | -            | - | -           | -              | -      | -            | -  | -           | -              | -      | -            | - | -           | -              | 1      | -            | -  | -  | - |
| 53    |             | Correia        | 1      | -            | -  | -           | -              | -      | -            | - | -           | -              | -      | -            | -  | -           | -              | -      | -            | - | -           | -              | 1      | -            | -  | -  | - |
| 77    |             | Buffon         | 8      | -            | -  | -           | -              | 5      | -            | - | -           | -              | 1      | -            | -  | -           | -              | -      | -            | - | -           | -              | 14     | -            | -  | -  | - |
| Total | Total       | Total          | / 38   | 77           | 58 | 75          | 6              | / 5    | 11           | 8 | 13          | -              | / 8    | 17           | 13 | 10          | 1              | / 1    | 3            | 2 | 1           | -              | / 52   | 108          | 81 | 99 | 7 |

### Statistiques des buteurs
| Rang | Nationalité | Joueur     | Championnat | Coupe d'Italie | Ligue des champions | Supercoupe d'Italie | Total |
| ---- | ----------- | ---------- | ----------- | -------------- | ------------------- | ------------------- | ----- |
| 1    |             | Ronaldo    | 29          | 2              | 4                   | 1                   | 36    |
| 2    |             | Morata     | 11          | 2              | 6                   | 1                   | 20    |
| 3    |             | Chiesa     | 8           | 2              | 4                   | 0                   | 14    |
| 4    |             | Kulusevski | 4           | 3              | 0                   | 0                   | 7     |
| 5    |             | McKennie   | 5           | 0              | 1                   | 0                   | 6     |
| 6    |             | Dybala     | 4           | 0              | 1                   | 0                   | 5     |
| 6    |             | Rabiot     | 4           | 0              | 1                   | 0                   | 5     |
| 8    |             | Ramsey     | 2           | 0              | 0                   | 0                   | 2     |
| 8    |             | Sandro     | 2           | 0              | 0                   | 0                   | 2     |
| 8    |             | Cuadrado   | 2           | 0              | 0                   | 0                   | 2     |
| 8    |             | Bonucci    | 2           | 0              | 0                   | 0                   | 2     |
| 12   |             | De Ligt    | 1           | 0              | 0                   | 0                   | 1     |
| 12   |             | Arthur     | 1           | 0              | 0                   | 0                   | 1     |
| 12   |             | Danilo     | 1           | 0              | 0                   | 0                   | 1     |
| 12   |             | Frabotta   | 0           | 1              | 0                   | 0                   | 1     |
| 12   |             | Rafia      | 0           | 1              | 0                   | 0                   | 1     |

### Statistiques des passeurs
| Rang | Nationalité | Joueur       | Championnat | Coupe d'Italie | Ligue des champions | Supercoupe d'Italie | Total |
| ---- | ----------- | ------------ | ----------- | -------------- | ------------------- | ------------------- | ----- |
| 1    |             | Cuadrado     | 10          | 0              | 6                   | 1                   | 17    |
| 2    |             | Morata       | 9           | 1              | 1                   | 0                   | 11    |
| 3    |             | Chiesa       | 8           | 1              | 1                   | 0                   | 10    |
| 4    |             | Ronaldo      | 3           | 2              | 2                   | 1                   | 8     |
| 5    |             | Kulusevski   | 3           | 3              | 0                   | 0                   | 6     |
| 6    |             | Ramsey       | 4           | 0              | 0                   | 0                   | 4     |
| 6    |             | Danilo       | 4           | 0              | 0                   | 0                   | 4     |
| 6    |             | Bentancur    | 4           | 0              | 0                   | 0                   | 4     |
| 9    |             | Dybala       | 3           | 0              | 0                   | 0                   | 3     |
| 9    |             | Rabiot       | 2           | 0              | 1                   | 0                   | 3     |
| 9    |             | Bernardeschi | 2           | 0              | 1                   | 0                   | 3     |
| 12   |             | Chiellini    | 1           | 1              | 0                   | 0                   | 2     |
| 12   |             | McKennie     | 2           | 0              | 0                   | 0                   | 2     |
| 14   |             | De Ligt      | 1           | 0              | 0                   | 0                   | 1     |
| 14   |             | Sandro       | 1           | 0              | 0                   | 0                   | 1     |
| 14   |             | Demiral      | 1           | 0              | 0                   | 0                   | 1     |
| 14   |             | Frabotta     | 1           | 0              | 0                   | 0                   | 1     |

## Cartons

### Cartons jaunes
| Numéro | Nationalité | Joueur       | Championnat | Coupe d'Italie | Ligue des champions | Supercoupe d'Italie | Total |
| ------ | ----------- | ------------ | ----------- | -------------- | ------------------- | ------------------- | ----- |
| 1      |             | Cuadrado     | 9           | 3              | 0                   | 0                   | 12    |
| 2      |             | Danilo       | 6           | 0              | 3                   | 0                   | 9     |
| 3      |             | Rabiot       | 5           | 1              | 2                   | 0                   | 8     |
| 3      |             | Kulusevski   | 7           | 0              | 1                   | 0                   | 8     |
| 5      |             | De Ligt      | 4           | 2              | 1                   | 0                   | 7     |
| 6      |             | Chiesa       | 3           | 1              | 2                   | 0                   | 6     |
| 7      |             | Chiellini    | 4           | 1              | 0                   | 0                   | 5     |
| 7      |             | Ronaldo      | 3           | 1              | 0                   | 1                   | 5     |
| 7      |             | Morata       | 3           | 1              | 1                   | 0                   | 5     |
| 7      |             | Sandro       | 2           | 2              | 1                   | 0                   | 5     |
| 7      |             | McKennie     | 5           | 0              | 0                   | 0                   | 5     |
| 7      |             | Bernardeschi | 3           | 1              | 1                   | 0                   | 5     |
| 7      |             | Frabotta     | 5           | 0              | 0                   | 0                   | 5     |
| 14     |             | Arthur       | 3           | 1              | 0                   | 0                   | 4     |
| 14     |             | Bonucci      | 4           | 0              | 0                   | 0                   | 4     |
| 14     |             | Demiral      | 1           | 1              | 2                   | 0                   | 4     |
| 15     |             | Ramsey       | 2           | 1              | 0                   | 0                   | 3     |

### Cartons rouges
| Numéro | Nationalité | Joueur    | Championnat | Coupe d'Italie | Ligue des champions | Supercoupe d'Italie | Total |
| ------ | ----------- | --------- | ----------- | -------------- | ------------------- | ------------------- | ----- |
| 1      |             | Cuadrado  | 1           | 0              | 0                   | 0                   | 1     |
| 1      |             | Rabiot    | 1           | 0              | 0                   | 0                   | 1     |
| 1      |             | Chiesa    | 1           | 0              | 0                   | 0                   | 1     |
| 1      |             | Morata    | 1           | 0              | 0                   | 0                   | 1     |
| 1      |             | Demiral   | 1           | 0              | 0                   | 0                   | 1     |
| 1      |             | Bentancur | 1           | 0              | 0                   | 0                   | 1     |
| 1      |             | Pinsoglio | 1           | 0              | 0                   | 0                   | 1     |

## Penaltys
| Numéro | Nationalité | Joueur  | Date              | Compétition         | Journée             | Adversaire       | Temps | Résultat |
| ------ | ----------- | ------- | ----------------- | ------------------- | ------------------- | ---------------- | ----- | -------- |
| 7      |             | Ronaldo | 27 septembre 2020 | Serie A             | 2e journée          | AS Rome          | 43e   | Réussi   |
| 7      |             | Ronaldo | 1er novembre 2020 | Serie A             | 6e journée          | La Spezia        | 59e   | Réussi   |
| 7      |             | Ronaldo | 8 décembre 2020   | Ligue des Champions | 6e journée          | FC Barcelone     | 13e   | Réussi   |
| 7      |             | Ronaldo | 8 décembre 2020   | Ligue des Champions | 6e journée          | FC Barcelone     | 52e   | Réussi   |
| 7      |             | Ronaldo | 13 décembre 2020  | Serie A             | 11e journée         | Genoa CFC        | 78e   | Réussi   |
| 7      |             | Ronaldo | 13 décembre 2020  | Serie A             | 11e journée         | Genoa CFC        | 89e   | Réussi   |
| 7      |             | Ronaldo | 13 décembre 2020  | Serie A             | 12e journée         | Atalanta Bergame | 61e   | Manqué   |
| 9      |             | Morata  | 27 janvier 2021   | Coppa Italia        | Quart de Finale     | SPAL             | 16e   | Réussi   |
| 7      |             | Ronaldo | 2 février 2021    | Coppa Italia        | Demi-Finale (Aller) | Inter Milan      | 26e   | Réussi   |
| 7      |             | Ronaldo | 6 mars 2021       | Serie A             | 26e journée         | Lazio Rome       | 60e   | Réussi   |
| 9      |             | Morata  | 14 mars 2021      | Serie A             | 27e journée         | Cagliari         | 25e   | Réussi   |
| 7      |             | Ronaldo | 2 mai 2021        | Serie A             | 34e journée         | Udinese          | 83e   | Réussi   |
| 7      |             | Ronaldo | 15 mai 2021       | Serie A             | 37e journée         | Inter Milan      | 24e   | Réussi   |